# Lista över kyrkliga kulturminnen i Skåne län
Förteckning över kyrkliga kulturminnen i Skåne län.

## Bjuvs kommun
| Namn                                   | Ursprunglig funktion                   | Byggår     | Arkitekt       | Plats        | Läge               | Anläggnings-ID | Bild                                                                      |
| -------------------------------------- | -------------------------------------- | ---------- | -------------- | ------------ | ------------------ | -------------- | ------------------------------------------------------------------------- |
| Billesholms kyrka (Skinneholm 23:42)   | Kyrka (1 byggnad)                      | 1918-1919  | Martin Cronsiö | Billesholm   | 56.05186, 12.97876 |                | Se fler bilder av denna byggnad · Ladda upp en till bild av denna byggnad |
| Bjuvs kyrka (Bjuv 25:1)                | Kyrka med begravningsplats (1 byggnad) | 1100-talet |                | Bjuv         | 56.07695, 12.92678 |                | Se fler bilder av denna byggnad · Ladda upp en till bild av denna byggnad |
| Ekeby kyrka (Ekeby 32:1)               | Kyrka med begravningsplats (1 byggnad) | 1100-talet |                | Ekeby        | 56.00964, 12.95052 |                | Se fler bilder av denna byggnad · Ladda upp en till bild av denna byggnad |
| Norra Vrams kyrka (Norra Vram 36:78)   | Kyrka med begravningsplats (1 byggnad) | 1100-talet |                | Norra Vram   | 56.08764, 12.97431 |                | Se fler bilder av denna byggnad · Ladda upp en till bild av denna byggnad |
| Risekatslösa kyrka (Risekatslösa 15:1) | Kyrka med begravningsplats (1 byggnad) | 1100-talet |                | Risekatslösa | 56.05170, 12.94640 |                | Se fler bilder av denna byggnad · Ladda upp en till bild av denna byggnad |

## Bromölla kommun
| Namn                            | Ursprunglig funktion                   | Byggår     | Arkitekt             | Plats            | Läge               | Anläggnings-ID | Bild                                                                      |
| ------------------------------- | -------------------------------------- | ---------- | -------------------- | ---------------- | ------------------ | -------------- | ------------------------------------------------------------------------- |
| Gualövs kyrka (Gualöv 72:1)     | Kyrka med begravningsplats (1 byggnad) | 1100-talet |                      | Väster om Gualöv | 56.04826, 14.40822 |                | Se fler bilder av denna byggnad · Ladda upp en till bild av denna byggnad |
| Ivetofta kyrka (Bromölla 11:49) | Kyrka med begravningsplats (1 byggnad) | 1100-talet |                      | Bromölla         | 56.08501, 14.46959 |                | Se fler bilder av denna byggnad · Ladda upp en till bild av denna byggnad |
| Näsums kyrka (Näsum 40:1)       | Kyrka med begravningsplats (1 byggnad) | 1871       | Johan Erik Söderlund | Näsum            | 56.17039, 14.49575 |                | Se fler bilder av denna byggnad · Ladda upp en till bild av denna byggnad |

## Burlövs kommun
| Namn                              | Ursprunglig funktion                   | Byggår     | Arkitekt        | Plats      | Läge               | Anläggnings-ID | Bild                                                                      |
| --------------------------------- | -------------------------------------- | ---------- | --------------- | ---------- | ------------------ | -------------- | ------------------------------------------------------------------------- |
| Arlövs kyrka (Arlöv 20:43)        | Kyrka med begravningsplats (1 byggnad) | 1900       | Alfred Arwidius | Arlöv      | 55.63511, 13.07819 |                | Se fler bilder av denna byggnad · Ladda upp en till bild av denna byggnad |
| Burlövs gamla kyrka (Burlöv 16:1) | Kyrka med begravningsplats (1 byggnad) | 1100-talet |                 | Burlövs by | 55.63669, 13.11317 |                | Se fler bilder av denna byggnad · Ladda upp en till bild av denna byggnad |

## Båstads kommun
| Namn                                    | Ursprunglig funktion                   | Byggår                 | Arkitekt             | Plats         | Läge               | Anläggnings-ID | Bild                                                                      |
| --------------------------------------- | -------------------------------------- | ---------------------- | -------------------- | ------------- | ------------------ | -------------- | ------------------------------------------------------------------------- |
| Förslövs kyrka (Förslöv 4:31)           | Kyrka med begravningsplats (1 byggnad) | 1100-talet             |                      | Förslöv       | 56.35503, 12.82816 |                | Se fler bilder av denna byggnad · Ladda upp en till bild av denna byggnad |
| Grevie kyrka (Grevie 44:1)              | Kyrka med begravningsplats (1 byggnad) | 1100-talet             |                      | Grevie kyrkby | 56.37100, 12.79185 |                | Se fler bilder av denna byggnad · Ladda upp en till bild av denna byggnad |
| Hovs kyrka (Hov 4:1)                    | Kyrka med begravningsplats (1 byggnad) | 1839                   | Samuel Enander       | Hov           | 56.43576, 12.72851 |                | Se fler bilder av denna byggnad · Ladda upp en till bild av denna byggnad |
| Mariakyrkan (Kyrkan 13)                 | Kyrka med begravningsplats (1 byggnad) | 1460                   | okänd                | Båstad        | 56.43345, 12.83539 |                | Se fler bilder av denna byggnad · Ladda upp en till bild av denna byggnad |
| Torekovs kyrka (Kyrkbacken 1)           | Kyrka med begravningsplats (1 byggnad) | 1863                   | Johan Adolf Hawerman | Torekov       | 56.42526, 12.63359 |                | Se fler bilder av denna byggnad · Ladda upp en till bild av denna byggnad |
| Västra Karups kyrka (Västra Karup 46:1) | Kyrka med begravningsplats (1 byggnad) | 1100-talet             |                      | Västra Karup  | 56.41095, 12.74195 |                | Se fler bilder av denna byggnad · Ladda upp en till bild av denna byggnad |
| Östra Karups kyrka (Östra Karup 5:14)   | Kyrka med begravningsplats (1 byggnad) | 1000- eller 1100-talet |                      | Östra Karup   | 56.42328, 12.94802 |                | Se fler bilder av denna byggnad · Ladda upp en till bild av denna byggnad |

## Eslövs kommun
| Namn                                    | Ursprunglig funktion                   | Byggår     | Arkitekt                        | Plats                   | Läge               | Anläggnings-ID | Bild                                                                      |
| --------------------------------------- | -------------------------------------- | ---------- | ------------------------------- | ----------------------- | ------------------ | -------------- | ------------------------------------------------------------------------- |
| Billinge kyrka (Billinge 42:1)          | Kyrka med begravningsplats (1 byggnad) | 1865       | Helgo Zettervall                | Billinge                | 55.95942, 13.33482 |                | Se fler bilder av denna byggnad · Ladda upp en till bild av denna byggnad |
| Borlunda kyrka (Borlunda 1:2)           | Kyrka med begravningsplats (1 byggnad) | 1868       | Ferdinand Meldahl               | Borlunda                | 55.80072, 13.32276 |                | Se fler bilder av denna byggnad · Ladda upp en till bild av denna byggnad |
| Bosarps kyrka (Bosarp 5:8)              | Kyrka med begravningsplats (1 byggnad) | 1868       | Peter Christian Sörensen        | Bosarp                  | 55.88884, 13.32089 |                | Se fler bilder av denna byggnad · Ladda upp en till bild av denna byggnad |
| Eslövs kyrka (Kärnan 5)                 | Kyrka (1 byggnad)                      | 1891       | Carl Möller                     | Eslöv                   | 55.83529, 13.29879 |                | Se fler bilder av denna byggnad · Ladda upp en till bild av denna byggnad |
| Gårdstånga kyrka (Gårdstånga 23:1)      | Kyrka med begravningsplats (1 byggnad) | 1100-talet |                                 | Gårdstånga              | 55.75915, 13.32752 |                | Se fler bilder av denna byggnad · Ladda upp en till bild av denna byggnad |
| Hammarlunda kyrka (Hammarlunda 16:1)    | Kyrka med begravningsplats (1 byggnad) | 1100-talet |                                 | Hammarlunda             | 55.73702, 13.43796 |                | Se fler bilder av denna byggnad · Ladda upp en till bild av denna byggnad |
| Harlösa kyrka (Harlösa 70:1)            | Kyrka med begravningsplats (1 byggnad) | 1100-talet |                                 | Harlösa                 | 55.72433, 13.52757 |                | Se fler bilder av denna byggnad · Ladda upp en till bild av denna byggnad |
| Holmby kyrka (Holmby 28:1)              | Kyrka med begravningsplats (1 byggnad) | 1873       | Albert Törnqvist                | Holmby                  | 55.74699, 13.40068 |                | Se fler bilder av denna byggnad · Ladda upp en till bild av denna byggnad |
| Hurva kyrka (Hurva 15:47)               | Kyrka med begravningsplats (1 byggnad) | 1200-talet |                                 | Hurva                   | 55.79607, 13.43877 |                | Se fler bilder av denna byggnad · Ladda upp en till bild av denna byggnad |
| Högseröds kyrka (Högseröd 17:1)         | Kyrka med begravningsplats (1 byggnad) | 1100-talet |                                 | Högseröd                | 55.79412, 13.56180 |                | Se fler bilder av denna byggnad · Ladda upp en till bild av denna byggnad |
| Näs kyrka (Trollenäs 4:1)               | Kyrka (1 byggnad)                      | 1100-talet |                                 | Trollenäs slott         | 55.86563, 13.24537 |                | Se fler bilder av denna byggnad · Ladda upp en till bild av denna byggnad |
| Remmarlövs kyrka (Remmarlöv 13:2)       | Kyrka med begravningsplats (1 byggnad) | 1895       | Salomon Sörensen                | Remmarlöv               | 55.83904, 13.23898 |                | Se fler bilder av denna byggnad · Ladda upp en till bild av denna byggnad |
| Reslövs kyrka (Reslöv 57:1)             | Kyrka med begravningsplats (1 byggnad) | 1100-talet |                                 | Reslöv                  | 55.85877, 13.17820 |                | Se fler bilder av denna byggnad · Ladda upp en till bild av denna byggnad |
| Skarhults kyrka (Skarhult14:1)          | Kyrka med begravningsplats (1 byggnad) | 1100-talet |                                 | Skarhult                | 55.80294, 13.36619 |                | Se fler bilder av denna byggnad · Ladda upp en till bild av denna byggnad |
| Stehags kyrka (Stehag 47:1)             | Kyrka med begravningsplats (1 byggnad) | 1100-talet |                                 | Stehag                  | 55.89751, 13.41584 |                | Se fler bilder av denna byggnad · Ladda upp en till bild av denna byggnad |
| Trollenäs kyrka (Trollenäs 1:4)         | Kyrka med begravningsplats (1 byggnad) | 1861       | Jens Eckersberg                 | Trollenäs               | 55.86411, 13.24405 |                | Se fler bilder av denna byggnad · Ladda upp en till bild av denna byggnad |
| Västra Sallerups kyrka (Jep Klockare 7) | Kyrka med begravningsplats (1 byggnad) | 1100-talet |                                 | Västra Sallerups socken | 55.82977, 13.27753 |                | Se fler bilder av denna byggnad · Ladda upp en till bild av denna byggnad |
| Västra Strö kyrka (Västra Strö 47:1)    | Kyrka med begravningsplats (1 byggnad) | 1877       | Peter Christian Sörensen        | Västra Strö             | 55.87680, 13.24567 |                | Se fler bilder av denna byggnad · Ladda upp en till bild av denna byggnad |
| Örtofta kyrka (Örtofta 21:4)            | Kyrka med begravningsplats (1 byggnad) | 1862       | Abraham Rafael Ulric Pettersson | Väggarp                 | 55.78603, 13.24476 |                | Se fler bilder av denna byggnad · Ladda upp en till bild av denna byggnad |
| Östra Karaby kyrka (Östra Karaby 21:1)  | Kyrka med begravningsplats (1 byggnad) | 1000-talet |                                 | Östra Karaby            | 55.87655, 13.18831 |                | Se fler bilder av denna byggnad · Ladda upp en till bild av denna byggnad |
| Östra Strö kyrka (Östra Strö 31:1)      | Kyrka med begravningsplats (1 byggnad) | 1100-talet |                                 | Östra Strö              | 55.81270, 13.41337 |                | Se fler bilder av denna byggnad · Ladda upp en till bild av denna byggnad |

## Helsingborgs kommun
| Namn                                             | Ursprunglig funktion                             | Byggår                 | Arkitekt                         | Plats         | Läge               | Anläggnings-ID | Bild                                                                      |
| ------------------------------------------------ | ------------------------------------------------ | ---------------------- | -------------------------------- | ------------- | ------------------ | -------------- | ------------------------------------------------------------------------- |
| Adolfsbergs kyrka (Adolfsbergskyrkan 1)          | Kyrka sammanbyggd med församlingshem (1 byggnad) | 1878                   | Olof Tengroth                    | Helsingborg   | 56.04551, 12.74711 |                | Se fler bilder av denna byggnad · Ladda upp en till bild av denna byggnad |
| Allerums kyrka (Allerum 28:1)                    | Kyrka med begravningsplats (1 byggnad)           | 1100-talet             |                                  | Allerum       | 56.10897, 12.69178 |                | Se fler bilder av denna byggnad · Ladda upp en till bild av denna byggnad |
| Allhelgonakyrkan (Regementskalken 2)             | Kyrka sammanbyggd med församlingshem (1 byggnad) | 1928                   | Oscar Persson                    | Helsingborg   | 56.00401, 12.73296 |                | Se fler bilder av denna byggnad · Ladda upp en till bild av denna byggnad |
| Bårslövs kyrka (Bårslöv 24:1)                    | Kyrka med begravningsplats (1 byggnad)           | 1858                   | Anders Håkansson Haf             | Bårslöv       | 56.00537, 12.81539 |                | Se fler bilder av denna byggnad · Ladda upp en till bild av denna byggnad |
| Den gode herdens kyrka (Drottninghögskolan 3)    | Kyrka sammanbyggd med församlingshem (1 byggnad) | 1984                   | Lars Holmer, Kerstin Holmer      | Helsingborg   | 56.06301, 12.72653 |                | Se fler bilder av denna byggnad · Ladda upp en till bild av denna byggnad |
| Elinebergskyrkan (Lantmätaren 18)                | Kyrka sammanbyggd med församlingshem (1 byggnad) | 1966                   | Johannes Olivegren               | Helsingborg   | 56.02967, 12.73037 |                | Se fler bilder av denna byggnad · Ladda upp en till bild av denna byggnad |
| Fjärestads kyrka (Fjärestad 33:1)                | Kyrka med begravningsplats (1 byggnad)           | 1863                   | okänd                            | Fjärestad     | 55.98569, 12.84135 |                | Se fler bilder av denna byggnad · Ladda upp en till bild av denna byggnad |
| Fleninge kyrka (Fleninge 57:1)                   | Kyrka med begravningsplats (1 byggnad)           | 1100-talet             |                                  | Fleninge      | 56.11174, 12.79133 |                | Se fler bilder av denna byggnad · Ladda upp en till bild av denna byggnad |
| Frillestads kyrka (Frillestad 5:6)               | Kyrka med begravningsplats (1 byggnad)           | 1877                   | Johan Fredrik Åbom               | Frillestad    | 56.01691, 12.84077 |                | Se fler bilder av denna byggnad · Ladda upp en till bild av denna byggnad |
| Gustav Adolfs kyrka (Söder 2:97)                 | Kyrka (1 byggnad)                                | 1897                   | Gustaf Hermansson                | Helsingborg   | 56.03712, 12.70845 |                | Se fler bilder av denna byggnad · Ladda upp en till bild av denna byggnad |
| Hässlunda kyrka (Hässlunda 38:1)                 | Kyrka med begravningsplats (1 byggnad)           | 1200-talet             |                                  | Hässlunda     | 56.02769, 12.89776 |                | Se fler bilder av denna byggnad · Ladda upp en till bild av denna byggnad |
| Kattarps kyrka (Kattarp 30:1)                    | Kyrka med begravningsplats (1 byggnad)           | 1200-talet             |                                  | Kattarp       | 56.14183, 12.79134 |                | Se fler bilder av denna byggnad · Ladda upp en till bild av denna byggnad |
| Kropps kyrka (Kropp 8:1)                         | Kyrka med begravningsplats (1 byggnad)           | 1200-talet             |                                  | Kropp         | 56.08599, 12.79752 |                | Se fler bilder av denna byggnad · Ladda upp en till bild av denna byggnad |
| Kvistofta kyrka (Kvistofta 33:1)                 | Kyrka med begravningsplats (1 byggnad)           | 1200-talet             |                                  | Kvistofta     | 55.96918, 12.82928 |                | Se fler bilder av denna byggnad · Ladda upp en till bild av denna byggnad |
| Mörarps kyrka (Mörarp 17:1)                      | Kyrka med begravningsplats (1 byggnad)           | 1100-talet             |                                  | Mörarp        | 56.05911, 12.87668 |                | Se fler bilder av denna byggnad · Ladda upp en till bild av denna byggnad |
| Ottarps kyrka (Ottarp 10:1)                      | Kyrka med begravningsplats (1 byggnad)           | 1100- eller 1200-talet |                                  | Ottarp        | 55.94344, 12.91876 |                | Se fler bilder av denna byggnad · Ladda upp en till bild av denna byggnad |
| Raus kyrka (Ramlösa 7:4)                         | Kyrka med begravningsplats (1 byggnad)           | 1100-talet             |                                  | Raus distrikt | 56.00041, 12.76526 |                | Se fler bilder av denna byggnad · Ladda upp en till bild av denna byggnad |
| Rydebäcks kyrka (Arholma 2)                      | Kyrka sammanbyggd med församlingshem (1 byggnad) | 1995                   | Bertil Mernsten                  | Rydebäck      | 55.96579, 12.77435 |                | Se fler bilder av denna byggnad · Ladda upp en till bild av denna byggnad |
| Råå begravningskapell (Råå 2:2)                  | Gravkapell (1 byggnad)                           | 1894                   | okänd                            | Helsingborg   | 56.00570, 12.73087 |                | Se fler bilder av denna byggnad · Ladda upp en till bild av denna byggnad |
| Sankt Olofs kyrka (Krokodilen 12)                | Kyrka sammanbyggd med församlingshem (1 byggnad) | 1956                   | Filip Lundgren                   | Helsingborg   | 56.04660, 12.71971 |                | Se fler bilder av denna byggnad · Ladda upp en till bild av denna byggnad |
| Sankta Anna kyrka (Ringstorps kyrka) (Balder 19) | Kyrka (1 byggnad)                                | 2001                   | Gun Andersson och Sonny Mattsson | Helsingborg   | 56.06615, 12.69995 |                | Se fler bilder av denna byggnad · Ladda upp en till bild av denna byggnad |
| Sankta Maria kyrka (Gamla staden 8:8)            | Kyrka (1 byggnad)                                | 1100-talet             |                                  | Helsingborg   | 56.04636, 12.69647 |                | Se fler bilder av denna byggnad · Ladda upp en till bild av denna byggnad |
| Välinge kyrka (Välinge 27:1)                     | Kyrka med begravningsplats (1 byggnad)           | 1855-1856              | Carl Gustaf Blom-Carlsson        | Välinge       | 56.18026, 12.81152 |                | Se fler bilder av denna byggnad · Ladda upp en till bild av denna byggnad |
| Välluvs kyrka (Välluv 13:1)                      | Kyrka med begravningsplats (1 byggnad)           | 1100-talet             |                                  | Välluv        | 56.01984, 12.79833 |                | Se fler bilder av denna byggnad · Ladda upp en till bild av denna byggnad |

## Hässleholms kommun
| Namn                                      | Ursprunglig funktion                             | Byggår     | Arkitekt                 | Plats        | Läge               | Anläggnings-ID | Bild                                                                      |
| ----------------------------------------- | ------------------------------------------------ | ---------- | ------------------------ | ------------ | ------------------ | -------------- | ------------------------------------------------------------------------- |
| Brönnestads kyrka (Brönnestad 26:1)       | Kyrka med begravningsplats (1 byggnad)           | 1100-talet |                          | Brönnestad   | 56.08004, 13.69807 |                | Se fler bilder av denna byggnad · Ladda upp en till bild av denna byggnad |
| Emmaljunga församlingshem (Björstorp 4:4) | Församlingshem,Med kyrkorum (1 byggnad)          |            |                          |              | 56.39525, 13.65589 |                | Ladda upp en bild av denna byggnad                                        |
| Farstorps kyrka (Farstorp 10:1)           | Kyrka med begravningsplats (1 byggnad)           | 1100-talet |                          | Farstorp     | 56.27716, 13.79685 |                | Se fler bilder av denna byggnad · Ladda upp en till bild av denna byggnad |
| Finja kyrka (Finja 47:1)                  | Kyrka med begravningsplats (1 byggnad)           | 1100-talet |                          | Finja        | 56.15851, 13.68356 |                | Se fler bilder av denna byggnad · Ladda upp en till bild av denna byggnad |
| Gumlösa kyrka (Gumlösa 22:1)              | Kyrka med begravningsplats (1 byggnad)           | 1192       |                          | Gumlösa      | 56.17389, 13.97167 |                | Se fler bilder av denna byggnad · Ladda upp en till bild av denna byggnad |
| Häglinge kyrka (Västra Häglinge 19:1)     | Kyrka med begravningsplats (1 byggnad)           | 1877       | Peter Christian Sörensen | Häglinge     | 55.99081, 13.70450 |                | Se fler bilder av denna byggnad · Ladda upp en till bild av denna byggnad |
| Hässleholms kyrka (Hässleholm 87:42)      | Kyrka (1 byggnad)                                | 1914       | Fredrik Sundbärg         | Hässleholm   | 56.15686, 13.77023 |                | Se fler bilder av denna byggnad · Ladda upp en till bild av denna byggnad |
| Hästveda kyrka (Hästveda 80:1)            | Kyrka med begravningsplats (1 byggnad)           | 1100-talet |                          | Hästveda     | 56.28062, 13.94909 |                | Se fler bilder av denna byggnad · Ladda upp en till bild av denna byggnad |
| Hörja kyrka (Hörja 51:1)                  | Kyrka med begravningsplats (1 byggnad)           | 1200-talet |                          | Hörja        | 56.20558, 13.58990 |                | Se fler bilder av denna byggnad · Ladda upp en till bild av denna byggnad |
| Ignaberga gamla kyrka (Ignaberga 73:1)    | Kyrka med begravningsplats (1 byggnad)           | 1100-talet |                          | Ignaberga    | 56.12183, 13.83075 |                | Se fler bilder av denna byggnad · Ladda upp en till bild av denna byggnad |
| Ignaberga (nya) kyrka (Ignaberga 5:9)     | Kyrka med begravningsplats (1 byggnad)           | 1887       | Carl Möller              | Ignaberga    | 56.12454, 13.83011 |                | Se fler bilder av denna byggnad · Ladda upp en till bild av denna byggnad |
| Ljungdala kyrka (Dämmet 12)               | Kyrka sammanbyggd med församlingshem (1 byggnad) | 1980       | Torsten Thuresson        | Hässleholm   | 56.16720, 13.78728 |                | Se fler bilder av denna byggnad · Ladda upp en till bild av denna byggnad |
| Matteröds kyrka (Matteröd 17:1)           | Kyrka med begravningsplats (1 byggnad)           | 1200-talet |                          | Matteröd     | 56.11307, 13.62673 |                | Se fler bilder av denna byggnad · Ladda upp en till bild av denna byggnad |
| Norra Mellby kyrka (Mellby 57:1)          | Kyrka med begravningsplats (1 byggnad)           | 1100-talet |                          | Norra Mellby | 56.04875, 13.71889 |                | Se fler bilder av denna byggnad · Ladda upp en till bild av denna byggnad |
| Norra Sandby kyrka (Sandby 14:3)          | Kyrka med begravningsplats (1 byggnad)           | 1864       | Johan Fredrik Åbom       | Norra Sandby | 56.20003, 13.92409 |                | Se fler bilder av denna byggnad · Ladda upp en till bild av denna byggnad |
| Norra Åkarps kyrka (Bjärnum 2:27)         | Kyrka med begravningsplats (1 byggnad)           |            |                          |              | 56.27575, 13.70249 |                | Se fler bilder av denna byggnad · Ladda upp en till bild av denna byggnad |
| Nävlinge kyrka (Nävlinge 1:2)             | Kyrka med begravningsplats (1 byggnad)           | 1856       | S Österberg              | Nävlinge     | 56.06526, 13.83574 |                | Se fler bilder av denna byggnad · Ladda upp en till bild av denna byggnad |
| Röke kyrka (Röke 19:1)                    | Kyrka med begravningsplats (1 byggnad)           | 1906       | Per Petersson            | Röke         | 56.23654, 13.52197 |                | Se fler bilder av denna byggnad · Ladda upp en till bild av denna byggnad |
| Stoby kyrka (Stoby 57:1)                  | Kyrka med begravningsplats (1 byggnad)           | 1100-talet |                          | Stoby        | 56.17982, 13.83201 |                | Se fler bilder av denna byggnad · Ladda upp en till bild av denna byggnad |
| Sörby kyrka (Sörby 34:1)                  | Kyrka med begravningsplats (1 byggnad)           | 1200-talet |                          | Sörby        | 56.13416, 13.96580 |                | Se fler bilder av denna byggnad · Ladda upp en till bild av denna byggnad |
| Tyringe kyrka (Tyringemölla 1:174)        | Kyrka med begravningsplats (1 byggnad)           | 1925       | okänd                    | Tyringe      | 56.15691, 13.59675 |                | Se fler bilder av denna byggnad · Ladda upp en till bild av denna byggnad |
| Vankiva kyrka (Vankiva 41:1)              | Kyrka med begravningsplats (1 byggnad)           | 1100-talet |                          | Vankiva      | 56.19106, 13.74575 |                | Se fler bilder av denna byggnad · Ladda upp en till bild av denna byggnad |
| Verums kyrka (Verum 15:1)                 | Kyrka med begravningsplats (1 byggnad)           | 1200-talet |                          | Verum        | 56.36271, 13.79305 |                | Se fler bilder av denna byggnad · Ladda upp en till bild av denna byggnad |
| Vinslövs kyrka (Vinslöv 129:88)           | Kyrka med begravningsplats (1 byggnad)           | 1100-talet |                          | Vinslöv      | 56.10788, 13.91641 |                | Se fler bilder av denna byggnad · Ladda upp en till bild av denna byggnad |
| Vittsjö kyrka (Vittsjö 122:1)             | Kyrka med begravningsplats (1 byggnad)           | 1100-talet |                          | Vittsjö      | 56.34278, 13.65870 |                | Se fler bilder av denna byggnad · Ladda upp en till bild av denna byggnad |
| Västra Torups kyrka (Torup 57:1)          | Kyrka med begravningsplats (1 byggnad)           | 1200-talet |                          | Västra Torup | 56.13987, 13.50102 |                | Se fler bilder av denna byggnad · Ladda upp en till bild av denna byggnad |

## Höganäs kommun
| Namn                                               | Ursprunglig funktion                             | Byggår                 | Arkitekt                | Plats     | Läge               | Anläggnings-ID | Bild                                                                      |
| -------------------------------------------------- | ------------------------------------------------ | ---------------------- | ----------------------- | --------- | ------------------ | -------------- | ------------------------------------------------------------------------- |
| Arilds kapell (Krapperup 14:155)                   | Kyrka (1 byggnad)                                | 1100-talet             |                         | Arild     | 56.27390, 12.57497 |                | Se fler bilder av denna byggnad · Ladda upp en till bild av denna byggnad |
| Brunnby kyrka (Brunnby 7:1)                        | Kyrka med begravningsplats (1 byggnad)           | 1100-talet             |                         | Brunnby   | 56.25921, 12.57355 |                | Se fler bilder av denna byggnad · Ladda upp en till bild av denna byggnad |
| Farhults kyrka (Farhult 28:1)                      | Kyrka med begravningsplats (1 byggnad)           |                        |                         |           | 56.21403, 12.71213 |                | Se fler bilder av denna byggnad · Ladda upp en till bild av denna byggnad |
| Höganäs kyrka (Himmelsfärdskyrkan) (Höganäs 36:20) | Kyrka sammanbyggd med församlingshem (1 byggnad) | 1934                   | Ivar Tengbom            | Höganäs   | 56.19941, 12.55882 |                | Se fler bilder av denna byggnad · Ladda upp en till bild av denna byggnad |
| Jonstorps kyrka (Jonstorp 40:1)                    | Kyrka med begravningsplats (1 byggnad)           | 1100- eller 1200-talet |                         | Jonstorp  | 56.22804, 12.67210 |                | Se fler bilder av denna byggnad · Ladda upp en till bild av denna byggnad |
| Lerbergets kyrka (Lerberget 49:706)                | Kyrka sammanbyggd med församlingshem (1 byggnad) | 1982                   | Henrik Jais Nielsen     | Lerberget | 56.17599, 12.56598 |                | Se fler bilder av denna byggnad · Ladda upp en till bild av denna byggnad |
| Mölle kapell (Krapperup 14:186)                    | Kyrka (1 byggnad)                                | 1935                   | Georg Ludvig von Dardel | Mölle     | 56.28200, 12.50481 |                | Se fler bilder av denna byggnad · Ladda upp en till bild av denna byggnad |
| Väsby kyrka (Väsby 32:1)                           | Kyrka med begravningsplats (1 byggnad)           | 1100-talet             |                         | Väsby     | 56.20735, 12.59550 |                | Se fler bilder av denna byggnad · Ladda upp en till bild av denna byggnad |

## Hörby kommun
| Namn                                  | Ursprunglig funktion                   | Byggår                 | Arkitekt                 | Plats                | Läge               | Anläggnings-ID | Bild                                                                      |
| ------------------------------------- | -------------------------------------- | ---------------------- | ------------------------ | -------------------- | ------------------ | -------------- | ------------------------------------------------------------------------- |
| Fulltofta kyrka (Fulltofta 36:1)      | Kyrka med begravningsplats (1 byggnad) | 1100-talet             |                          | Fulltofta            | 55.87726, 13.61867 |                | Se fler bilder av denna byggnad · Ladda upp en till bild av denna byggnad |
| Hörby kyrka (Hörby 42:8)              | Kyrka med begravningsplats (1 byggnad) | 1100-talet             | Carl stenmästare         | Hörby                | 55.85063, 13.65903 |                | Se fler bilder av denna byggnad · Ladda upp en till bild av denna byggnad |
| Lyby kyrka (Lyby 56:1)                | Kyrka med begravningsplats (1 byggnad) | 1100-talet             |                          | Lyby                 | 55.83606, 13.62124 |                | Se fler bilder av denna byggnad · Ladda upp en till bild av denna byggnad |
| Långaröds kyrka (Långaröd 9:1)        | Kyrka med begravningsplats (1 byggnad) | 1200- eller 1300-talet |                          | Långaröd             | 55.78775, 13.83813 |                | Se fler bilder av denna byggnad · Ladda upp en till bild av denna byggnad |
| Svensköps kyrka (Killhult 1:64)       | Kyrka med begravningsplats (1 byggnad) | 1864                   | Thor Medelplan           | Kilhult och Svensköp | 55.87411, 13.86325 |                | Se fler bilder av denna byggnad · Ladda upp en till bild av denna byggnad |
| Södra Rörums kyrka (Södra Rörum 28:1) | Kyrka med begravningsplats (1 byggnad) | 1887                   | Salomon Sörensen         | Södra Rörum          | 55.92442, 13.66934 |                | Se fler bilder av denna byggnad · Ladda upp en till bild av denna byggnad |
| Västerstads kyrka (Västerstad 1:2)    | Kyrka med begravningsplats (1 byggnad) | 1878                   | Peter Christian Sörensen | Västerstads kyrkby   | 55.77376, 13.63898 |                | Se fler bilder av denna byggnad · Ladda upp en till bild av denna byggnad |
| Äspinge kyrka (Äspinge 3:8)           | Kyrka med begravningsplats (1 byggnad) | 1200-talet             |                          | Äspinge              | 55.86070, 13.72716 |                | Se fler bilder av denna byggnad · Ladda upp en till bild av denna byggnad |
| Östra Sallerups kyrka (Sallerup 10:1) | Kyrka med begravningsplats (1 byggnad) | 1100-talet             |                          | Östra Sallerup       | 55.80140, 13.72944 |                | Se fler bilder av denna byggnad · Ladda upp en till bild av denna byggnad |
| Östraby kyrka (Östraby 23:1)          | Kyrka (1 byggnad)                      | 1100-talet             |                          | Östraby              | 55.75972, 13.68309 |                | Se fler bilder av denna byggnad · Ladda upp en till bild av denna byggnad |

## Höörs kommun
| Namn                                     | Ursprunglig funktion                   | Byggår     | Arkitekt             | Plats        | Läge               | Anläggnings-ID | Bild                                                                      |
| ---------------------------------------- | -------------------------------------- | ---------- | -------------------- | ------------ | ------------------ | -------------- | ------------------------------------------------------------------------- |
| Bosjöklosters kyrka (Bosjökloster 1:593) | Kyrka med begravningsplats (1 byggnad) | 1100-talet |                      | Bosjökloster | 55.87744, 13.51828 |                | Se fler bilder av denna byggnad · Ladda upp en till bild av denna byggnad |
| Gudmuntorps kyrka (Gudmuntorp 11:1)      | Kyrka med begravningsplats (1 byggnad) | 1861       | Johan Adolf Hawerman | Gudmuntorp   | 55.81790, 13.48359 |                | Se fler bilder av denna byggnad · Ladda upp en till bild av denna byggnad |
| Hallaröds kyrka (Hallaröd 8:1)           | Kyrka med begravningsplats (1 byggnad) | 1100-talet |                      | Hallaröd     | 55.97732, 13.44784 |                | Se fler bilder av denna byggnad · Ladda upp en till bild av denna byggnad |
| Höörs kyrka (Höör 59:25)                 | Kyrka (1 byggnad)                      | 1100-talet |                      | Höör         | 55.93118, 13.55009 |                | Se fler bilder av denna byggnad · Ladda upp en till bild av denna byggnad |
| Munkarps kyrka (Munkarp 4:40)            | Kyrka med begravningsplats (1 byggnad) | 1884       | Johan Erik Söderlund | Munkarp      | 55.94700, 13.45139 |                | Se fler bilder av denna byggnad · Ladda upp en till bild av denna byggnad |
| Norra Rörums kyrka (Norra Rörum 18:1)    | Kyrka med begravningsplats (1 byggnad) | 1100-talet |                      | Norra Rörum  | 56.02034, 13.51075 |                | Se fler bilder av denna byggnad · Ladda upp en till bild av denna byggnad |
| Tjörnarps kyrka (Tjörnarp 2:7)           | Kyrka med begravningsplats (1 byggnad) | 1864       | Johan Fredrik Åbom   | Tjörnarp     | 56.00169, 13.61719 |                | Se fler bilder av denna byggnad · Ladda upp en till bild av denna byggnad |

## Klippans kommun
| Namn                                                   | Ursprunglig funktion                           | Byggår     | Arkitekt             | Plats             | Läge               | Anläggnings-ID | Bild                                                                      |
| ------------------------------------------------------ | ---------------------------------------------- | ---------- | -------------------- | ----------------- | ------------------ | -------------- | ------------------------------------------------------------------------- |
| Färingtofta kyrka (Josephina kyrka) (Färingtofta 12:1) | Kyrka med begravningsplats (1 byggnad)         | 1828       | Jacob Wilhelm Gerss  | Färingtofta       | 56.04409, 13.37973 |                | Se fler bilder av denna byggnad · Ladda upp en till bild av denna byggnad |
| Gråmanstorps kyrka (Gråmanstorp 25:43)                 | Kyrka med begravningsplats (1 byggnad)         | 1100-talet |                      | Gråmanstorp       | 56.14981, 13.10015 |                | Se fler bilder av denna byggnad · Ladda upp en till bild av denna byggnad |
| Källna kyrka (Silvåkra 3:18)                           | Kyrka med begravningsplats (1 byggnad)         | 1871       | Ludvig Hedin         | Källna kyrkby     | 56.19657, 13.02972 |                | Se fler bilder av denna byggnad · Ladda upp en till bild av denna byggnad |
| Riseberga kyrka (Riseberga 19:1)                       | Kyrka med begravningsplats (1 byggnad)         | 1100-talet |                      | Riseberga         | 56.07229, 13.30245 |                | Se fler bilder av denna byggnad · Ladda upp en till bild av denna byggnad |
| Sankt Petri kyrka (Klippan 3:159)                      | Kyrka (1 byggnad)                              | 1966       | Sigurd Lewerentz     | Klippan           | 56.13322, 13.14197 |                | Se fler bilder av denna byggnad · Ladda upp en till bild av denna byggnad |
| Vedby kyrka (Vedby 22:1)                               | Kyrka med begravningsplats (1 byggnad)         | 1867       | A J Hallberg         | Vedby             | 56.14227, 13.18883 |                | Se fler bilder av denna byggnad · Ladda upp en till bild av denna byggnad |
| Västra Sönnarslövs kyrka (Hörsmölla 4:5)               | Kapell,Kapell med begravningsplats (1 byggnad) | 1894       | Gustaf Petterson     | Västra Sönnarslöv | 56.11555, 13.10332 |                | Se fler bilder av denna byggnad · Ladda upp en till bild av denna byggnad |
| Östra Ljungby kyrka (Östra Ljungby 32:1)               | Kyrka med begravningsplats (1 byggnad)         | 1858       | Anders Håkansson Haf | Östra Ljungby     | 56.19252, 13.07801 |                | Se fler bilder av denna byggnad · Ladda upp en till bild av denna byggnad |

## Kristianstads kommun
| Namn                                           | Ursprunglig funktion                   | Byggår                 | Arkitekt                   | Plats            | Läge               | Anläggnings-ID | Bild                                                                      |
| ---------------------------------------------- | -------------------------------------- | ---------------------- | -------------------------- | ---------------- | ------------------ | -------------- | ------------------------------------------------------------------------- |
| Degeberga kyrka (Degeberga 106:1)              | Kyrka med begravningsplats (1 byggnad) | 1100-talet             |                            | Degeberga        | 55.83873, 14.09226 |                | Se fler bilder av denna byggnad · Ladda upp en till bild av denna byggnad |
| Djurröds kyrka (Djurröd 36:1)                  | Kyrka med begravningsplats (1 byggnad) | Omkring 1200           |                            | Djurröd          | 55.99644, 13.88719 |                | Se fler bilder av denna byggnad · Ladda upp en till bild av denna byggnad |
| Everöds kyrka (Everöd 65:1)                    | Kyrka med begravningsplats (1 byggnad) | 1100-talet             |                            | Everöd           | 55.90142, 14.07289 |                | Se fler bilder av denna byggnad · Ladda upp en till bild av denna byggnad |
| Fjälkestads kyrka (Fjälkestad 37:1)            | Kyrka med begravningsplats (1 byggnad) | 1921                   | Theodor Wåhlin             | Fjälkestad       | 56.10803, 14.16794 |                | Se fler bilder av denna byggnad · Ladda upp en till bild av denna byggnad |
| Fjälkinge kyrka (Fjälkinge 189:1)              | Kyrka med begravningsplats (1 byggnad) | 1100-talet             |                            | Fjälkinge        | 56.03750, 14.27799 |                | Se fler bilder av denna byggnad · Ladda upp en till bild av denna byggnad |
| Färlövs kyrka (Färlöv 48:1)                    | Kyrka med begravningsplats (1 byggnad) | 1100-talet             |                            | Färlöv           | 56.07414, 14.08327 |                | Se fler bilder av denna byggnad · Ladda upp en till bild av denna byggnad |
| Gustav Adolfs kyrka (Viby 20:1)                | Kyrka med begravningsplats (1 byggnad) | 1100-talet             |                            | Viby             | 56.01060, 14.24853 |                | Se fler bilder av denna byggnad · Ladda upp en till bild av denna byggnad |
| Heliga Trefaldighets kyrka (Kristianstad 4:18) | Kyrka med kyrkotomt (1 byggnad)        | 1628                   | okänd                      | Kristianstad     | 56.03187, 14.15287 |                | Se fler bilder av denna byggnad · Ladda upp en till bild av denna byggnad |
| Huaröds kyrka (Huaröd 31:1)                    | Kyrka med begravningsplats (1 byggnad) | 1200-talet             |                            | Huaröd           | 55.83686, 13.96932 |                | Se fler bilder av denna byggnad · Ladda upp en till bild av denna byggnad |
| Hörröds kyrka (Hörröd 1:2)                     | Kyrka med begravningsplats (1 byggnad) | 1858                   | Albert Törnqvist           | Hörröd           | 55.77838, 14.03800 |                | Se fler bilder av denna byggnad · Ladda upp en till bild av denna byggnad |
| Ivö kyrka (Ivö 34:1)                           | Kyrka med begravningsplats (1 byggnad) | 1220-talet             |                            | Ivö              | 56.10383, 14.41171 |                | Se fler bilder av denna byggnad · Ladda upp en till bild av denna byggnad |
| Kiaby kyrka (Kiaby 113:1)                      | Kyrka med begravningsplats (1 byggnad) | 1200-talet             |                            | Kiaby            | 56.06606, 14.33340 |                | Se fler bilder av denna byggnad · Ladda upp en till bild av denna byggnad |
| Köpinge kyrka (Köpinge 117:1)                  | Kyrka med begravningsplats (1 byggnad) | 1100-talet             |                            | Gärds Köpinge    | 55.93842, 14.15826 |                | Se fler bilder av denna byggnad · Ladda upp en till bild av denna byggnad |
| Linderöds kyrka (Linderöd 43:1)                | Kyrka med begravningsplats (1 byggnad) | 1100-talet             |                            | Linderöd         | 55.93770, 13.82395 |                | Se fler bilder av denna byggnad · Ladda upp en till bild av denna byggnad |
| Lyngsjö kyrka (Lyngsjö 52:1)                   | Kyrka med begravningsplats (1 byggnad) | 1100-talet             |                            | Lyngsjö          | 55.93536, 14.07140 |                | Se fler bilder av denna byggnad · Ladda upp en till bild av denna byggnad |
| Maglehems kyrka (Maglehem 56:1)                | Kyrka med begravningsplats (1 byggnad) | 1200-talet             |                            | Maglehem         | 55.77306, 14.15332 |                | Se fler bilder av denna byggnad · Ladda upp en till bild av denna byggnad |
| Norra Strö kyrka (Strö 38:1)                   | Kyrka med begravningsplats (1 byggnad) | 1100- eller 1200-talet |                            | Norra Strö       | 56.10903, 14.03269 |                | Se fler bilder av denna byggnad · Ladda upp en till bild av denna byggnad |
| Norra Åsums kyrka (Norra Åsum 2:6)             | Kyrka med begravningsplats (1 byggnad) | 1100-talet             |                            | Norra Åsum       | 55.98960, 14.15142 |                | Se fler bilder av denna byggnad · Ladda upp en till bild av denna byggnad |
| Nosaby kyrka (Nosaby 35:1)                     | Kyrka med begravningsplats (1 byggnad) | 1875                   | Helgo Zettervall           | Kristianstad     | 56.05213, 14.19396 |                | Se fler bilder av denna byggnad · Ladda upp en till bild av denna byggnad |
| Nymö kyrka (Nymö 95:1)                         | Kyrka med begravningsplats (1 byggnad) | 1200-talet             |                            | Nymö             | 56.01802, 14.32492 |                | Se fler bilder av denna byggnad · Ladda upp en till bild av denna byggnad |
| Näsby kyrka (Eken 1)                           | Kyrka med kyrkotomt (1 byggnad)        | 1937                   | Knut Nordenskjöld          | Kristianstad     | 56.04906, 14.15510 |                | Se fler bilder av denna byggnad · Ladda upp en till bild av denna byggnad |
| Oppmanna kyrka (Oppmanna 36:2)                 | Kyrka med begravningsplats (1 byggnad) | 1100-talet             |                            | Oppmanna         | 56.15272, 14.30479 |                | Se fler bilder av denna byggnad · Ladda upp en till bild av denna byggnad |
| Rinkaby kyrka (Rinkaby 107:2)                  | Kyrka med begravningsplats (1 byggnad) | 1200-talet             |                            | Rinkaby          | 55.99199, 14.26853 |                | Se fler bilder av denna byggnad · Ladda upp en till bild av denna byggnad |
| Åhus kyrka (Sankta Maria kyrka) (Åhus 558:16)  | Kyrka med begravningsplats (1 byggnad) | 1100-talet             |                            | Åhus             | 55.92354, 14.29308 |                | Se fler bilder av denna byggnad · Ladda upp en till bild av denna byggnad |
| Skepparslövs kyrka (Skepparslöv 70:1)          | Kyrka med begravningsplats (1 byggnad) | 1843                   | Fredrik Wilhelm Scholander | Skepparslöv      | 56.01469, 14.06809 |                | Se fler bilder av denna byggnad · Ladda upp en till bild av denna byggnad |
| Trolle-Ljungby kyrka (Trolle Ljungby 9:1)      | Kyrka med begravningsplats (1 byggnad) | 1200-talet             |                            | Trolle-Ljungby   | 56.02130, 14.37009 |                | Se fler bilder av denna byggnad · Ladda upp en till bild av denna byggnad |
| Träne kyrka (Träne 34:1)                       | Kyrka med begravningsplats (1 byggnad) | 1200-talet             |                            | Träne            | 55.98887, 13.99124 |                | Se fler bilder av denna byggnad · Ladda upp en till bild av denna byggnad |
| Vilans kyrka (Montören 8)                      | Kyrka (1 byggnad)                      | 1963                   | Filip Lundgren             | Kristianstad     | 55.98887, 13.99124 |                | Se fler bilder av denna byggnad · Ladda upp en till bild av denna byggnad |
| Vittskövle kyrka (Vittskövle 24:14)            | Kyrka med begravningsplats (1 byggnad) | 1100-talet             |                            | Vittskövle       | 55.85576, 14.14687 |                | Se fler bilder av denna byggnad · Ladda upp en till bild av denna byggnad |
| Vånga kyrka (Vånga 93:1)                       | Kyrka med begravningsplats (1 byggnad) | 1200-talet             |                            | Vånga            | 56.18146, 14.37483 |                | Se fler bilder av denna byggnad · Ladda upp en till bild av denna byggnad |
| Vä kyrka (Sankta Maria kyrka) (Vä 165:1)       | Kyrka med begravningsplats (1 byggnad) | 1100-talet             |                            | Vä               | 55.99178, 14.08722 |                | Se fler bilder av denna byggnad · Ladda upp en till bild av denna byggnad |
| Västra Vrams kyrka (Västra Vram 98:1)          | Kyrka med begravningsplats (1 byggnad) | 1869                   | Helgo Zettervall           | Tollarp          | 55.92783, 13.96663 |                | Se fler bilder av denna byggnad · Ladda upp en till bild av denna byggnad |
| Yngsjö kapell (Yngsjö 9:2)                     | Kyrka (1 byggnad)                      | 1906                   | Theodor Wåhlin             | Söder om Yngsjö  | 55.85877, 14.20606 |                | Se fler bilder av denna byggnad · Ladda upp en till bild av denna byggnad |
| Äsphults kyrka (Äsphult 27:1)                  | Kyrka med begravningsplats (1 byggnad) | 1200-talet             |                            | Äsphult          | 55.97921, 13.79917 |                | Se fler bilder av denna byggnad · Ladda upp en till bild av denna byggnad |
| Önnestads kyrka (Önnestad 5:1)                 | Kyrka med begravningsplats (1 byggnad) | 1200-talet             |                            | Önnestad         | 56.05731, 14.02601 |                | Se fler bilder av denna byggnad · Ladda upp en till bild av denna byggnad |
| Österslövs kyrka (Österslöv 25:2)              | Kyrka med begravningsplats (1 byggnad) | 1878                   | Helgo Zettervall           | Österslöv        | 56.09937, 14.25091 |                | Se fler bilder av denna byggnad · Ladda upp en till bild av denna byggnad |
| Österängs kyrka (Docenten 2)                   | Kyrka (1 byggnad)                      | 1975                   | Bo Ahlström                | Kristianstad     | 56.09937, 14.25091 |                | Se fler bilder av denna byggnad · Ladda upp en till bild av denna byggnad |
| Östra Sönnarslövs kyrka (Sönnarslöv 89:1)      | Kyrka med begravningsplats (1 byggnad) | 1100-talet             |                            | Östra Sönnarslöv | 55.88479, 14.01693 |                | Se fler bilder av denna byggnad · Ladda upp en till bild av denna byggnad |
| Östra Vrams kyrka (Östra Vram 51:1)            | Kyrka med begravningsplats (1 byggnad) | 1100-talet             |                            | Östra Vram       | 55.93111, 14.02295 |                | Se fler bilder av denna byggnad · Ladda upp en till bild av denna byggnad |

## Kävlinge kommun
| Namn                                   | Ursprunglig funktion                   | Byggår       | Arkitekt             | Plats         | Läge               | Anläggnings-ID | Bild                                                                      |
| -------------------------------------- | -------------------------------------- | ------------ | -------------------- | ------------- | ------------------ | -------------- | ------------------------------------------------------------------------- |
| Barsebäcks kyrka (Barsebäck 82:1)      | Kyrka med begravningsplats (1 byggnad) | 1100-talet   |                      | Barsebäck     | 55.77086, 12.95703 |                | Se fler bilder av denna byggnad · Ladda upp en till bild av denna byggnad |
| Dagstorps kyrka (Dagstorp 23:1)        | Kyrka med begravningsplats (1 byggnad) | 1861         | Johan Erik Söderlund | Dagstorp      | 55.82692, 13.06400 |                | Se fler bilder av denna byggnad · Ladda upp en till bild av denna byggnad |
| Hofterups kyrka (Hofterup 34:1)        | Kyrka med begravningsplats (1 byggnad) | 1100-talet   |                      | Hofterup      | 55.78422, 12.97607 |                | Se fler bilder av denna byggnad · Ladda upp en till bild av denna byggnad |
| Högs kyrka (Hög 31:1)                  | Kyrka med begravningsplats (1 byggnad) | 1100-talet   |                      | Hög           | 55.76723, 13.05567 |                | Se fler bilder av denna byggnad · Ladda upp en till bild av denna byggnad |
| Korsbacka kyrka (Kävlinge 35:13)       | Kyrka med begravningsplats (1 byggnad) | 1897         | Alfred Arwidius      | Kävlinge      | 55.79274, 13.10502 |                | Se fler bilder av denna byggnad · Ladda upp en till bild av denna byggnad |
| Kävlinge gamla kyrka (Kävlinge 35:11)  | Kyrka med begravningsplats (1 byggnad) | 1100-talet   |                      | Kävlinge      | 55.79046, 13.10588 |                | Se fler bilder av denna byggnad · Ladda upp en till bild av denna byggnad |
| Lackalänga kyrka (Lackalänga 42:1)     | Kyrka med begravningsplats (1 byggnad) | 1100-talet   |                      | Furulund      | 55.77427, 13.10924 |                | Se fler bilder av denna byggnad · Ladda upp en till bild av denna byggnad |
| Lilla Harrie kyrka (Lilla Harrie 37:1) | Kyrka med begravningsplats (1 byggnad) | 1100-talet   | Mårten stenmästare   | Lilla Harrie  | 55.79298, 13.20147 |                | Se fler bilder av denna byggnad · Ladda upp en till bild av denna byggnad |
| Löddeköpinge kyrka (Löddeköpinge 98:1) | Kyrka med begravningsplats (1 byggnad) | 1100-talet   |                      | Löddeköpinge  | 55.75921, 13.02055 |                | Se fler bilder av denna byggnad · Ladda upp en till bild av denna byggnad |
| Stora Harrie kyrka (Stora Harrie 46:1) | Kyrka med begravningsplats (1 byggnad) | omkring 1200 |                      | Stora Harrie  | 55.80500, 13.15390 |                | Se fler bilder av denna byggnad · Ladda upp en till bild av denna byggnad |
| Stävie kyrka (Stävie 15:3)             | Kyrka med begravningsplats (1 byggnad) | 1100-talet   |                      | Stävie        | 55.76178, 13.07143 |                | Se fler bilder av denna byggnad · Ladda upp en till bild av denna byggnad |
| Södervidinge kyrka (Södervidinge 28:1) | Kyrka med begravningsplats (1 byggnad) | 1870         | Edvard von Rothstein | Södervidinge  | 55.82189, 13.09586 |                | Se fler bilder av denna byggnad · Ladda upp en till bild av denna byggnad |
| Virke kyrka (Virke 20:1)               | Kyrka med begravningsplats (1 byggnad) | 1862         | Per Ulrik Stenhammar | Virke         | 55.82857, 13.18746 |                | Se fler bilder av denna byggnad · Ladda upp en till bild av denna byggnad |
| Västra Karaby kyrka (Karaby 44:1)      | Kyrka med begravningsplats (1 byggnad) | 1826         | G Soffel             | Västra Karaby | 55.80742, 13.03828 |                | Se fler bilder av denna byggnad · Ladda upp en till bild av denna byggnad |

## Landskrona kommun
| Namn                                          | Ursprunglig funktion                             | Byggår     | Arkitekt            | Plats                | Läge               | Anläggnings-ID | Bild                                                                      |
| --------------------------------------------- | ------------------------------------------------ | ---------- | ------------------- | -------------------- | ------------------ | -------------- | ------------------------------------------------------------------------- |
| Annelövs kyrka (Annelöv 51:1)                 | Kyrka med begravningsplats (1 byggnad)           | 1200-talet |                     | Annelöv              | 55.83609, 13.02190 |                | Se fler bilder av denna byggnad · Ladda upp en till bild av denna byggnad |
| Asmundtorps kyrka (Asmundtorp 28:1)           | Kyrka med begravningsplats (1 byggnad)           | 1897       | Gustaf Hermansson   | Asmundtorp           | 55.88657, 12.94685 |                | Se fler bilder av denna byggnad · Ladda upp en till bild av denna byggnad |
| Borstahusens kapell (Spättan 1)               | Kapell,Skola (1 byggnad)                         | 1959       | Arne Magnusson      | Landskrona           | 55.89577, 12.80706 |                | Se fler bilder av denna byggnad · Ladda upp en till bild av denna byggnad |
| Glumslövs kyrka (Övra Glumslöv 10:5)          | Kyrka med begravningsplats (1 byggnad)           | 1100-talet |                     | Glumslöv             | 55.94440, 12.81390 |                | Se fler bilder av denna byggnad · Ladda upp en till bild av denna byggnad |
| Härslövs kyrka (Härslöv 37:1)                 | Kyrka med begravningsplats (1 byggnad)           | 1100-talet |                     | Härslöv              | 55.93270, 12.87376 |                | Se fler bilder av denna byggnad · Ladda upp en till bild av denna byggnad |
| Sankt Ibbs gamla kyrka (Sankt Ibbs Kyrka 1:1) | Kyrka med begravningsplats (1 byggnad)           | 1200-talet |                     | Kyrkbacken på ön Ven | 55.91045, 12.67643 |                | Se fler bilder av denna byggnad · Ladda upp en till bild av denna byggnad |
| Sankt Ibbs nya kyrka (Tuna 4:7)               | Kyrka (1 byggnad)                                | 1898-1899  | Gustaf Petterson    | Tuna på ön Ven       | 55.90824, 12.69559 |                | Se fler bilder av denna byggnad · Ladda upp en till bild av denna byggnad |
| Sankt Johannes kyrka (Citadellstaden 5:1)     | Kyrka sammanbyggd med församlingshem (1 byggnad) | 1961       | Eiler Græbe         | Landskrona           | 55.8827, 12.8295   |                | Se fler bilder av denna byggnad · Ladda upp en till bild av denna byggnad |
| Saxtorps kyrka (Saxtorp 107:1)                | Kyrka med begravningsplats (1 byggnad)           | 1100-talet |                     | Saxtorp              | 55.83993, 12.96096 |                | Se fler bilder av denna byggnad · Ladda upp en till bild av denna byggnad |
| Sofia Albertina kyrka (Citadellstaden 1:1)    | Kyrka med kyrkotomt (1 byggnad)                  | 1788       | Carl Hårleman       | Landskrona           | 55.86819, 12.82687 |                | Se fler bilder av denna byggnad · Ladda upp en till bild av denna byggnad |
| Säby kyrka (Säby 19:1)                        | Kyrka med begravningsplats (1 byggnad)           | 1850-1851  | okänd               | Säby                 | 55.90475, 12.85473 |                | Se fler bilder av denna byggnad · Ladda upp en till bild av denna byggnad |
| Tofta kyrka (Tofta 27:1)                      | Kyrka med begravningsplats (1 byggnad)           | 1100-talet |                     |                      | 55.86742, 12.92552 |                | Se fler bilder av denna byggnad · Ladda upp en till bild av denna byggnad |
| Vadensjö kyrka (Vadensjö 35:1)                | Kyrka med begravningsplats (1 byggnad)           | 1100-talet |                     | Vadensjö             | 55.90395, 12.90120 |                | Se fler bilder av denna byggnad · Ladda upp en till bild av denna byggnad |
| Örja kyrka (Örja 32:1)                        | Kyrka med begravningsplats (1 byggnad)           | 1868       | Otto August Mankell | Örja kyrkby          | 55.88079, 12.88096 |                | Se fler bilder av denna byggnad · Ladda upp en till bild av denna byggnad |

## Lomma kommun
| Namn                         | Ursprunglig funktion                             | Byggår       | Arkitekt                          | Plats          | Läge               | Anläggnings-ID | Bild                                                                      |
| ---------------------------- | ------------------------------------------------ | ------------ | --------------------------------- | -------------- | ------------------ | -------------- | ------------------------------------------------------------------------- |
| Bergakyrkan (Bjärred 38:32)  | Kyrka sammanbyggd med församlingshem (1 byggnad) | 1974         | Bengt Hellborg, Kristina Hellborg | Bjärred        | 55.71567, 13.02571 |                | Se fler bilder av denna byggnad · Ladda upp en till bild av denna byggnad |
| Borgeby kyrka (Borgeby 40:1) | Kyrka med begravningsplats (1 byggnad)           | omkring 1200 |                                   | Borgeby kyrkby | 55.75167, 13.04083 |                | Se fler bilder av denna byggnad · Ladda upp en till bild av denna byggnad |
| Fjelie kyrka (Fjelie 56:1)   | Kyrka med begravningsplats (1 byggnad)           | omkr 1130    |                                   | Fjelie         | 55.72734, 13.10491 |                | Se fler bilder av denna byggnad · Ladda upp en till bild av denna byggnad |
| Flädie kyrka (Flädie 39:1)   | Kyrka med begravningsplats (1 byggnad)           | 1888         | August Waldemar Lundberg          | Flädie         | 55.72574, 13.07023 |                | Se fler bilder av denna byggnad · Ladda upp en till bild av denna byggnad |
| Lomma kyrka (Lomma 20:6)     | Kyrka med begravningsplats (1 byggnad)           | 1873         |                                   | Lomma          | 55.68818, 13.07945 |                | Se fler bilder av denna byggnad · Ladda upp en till bild av denna byggnad |

## Lunds kommun
| Namn                                          | Ursprunglig funktion                             | Byggår     | Arkitekt                                     | Plats                     | Läge                 | Anläggnings-ID | Bild                                                                      |
| --------------------------------------------- | ------------------------------------------------ | ---------- | -------------------------------------------- | ------------------------- | -------------------- | -------------- | ------------------------------------------------------------------------- |
| Allhelgonakyrkan (Eskil 19)                   | Kyrka (1 byggnad)                                | 1891       | Helgo Zettervall                             | Lund (Norra Innerstaden)  | 55.70960, 13.19395   |                | Se fler bilder av denna byggnad · Ladda upp en till bild av denna byggnad |
| Bonderups kyrka (Bonderup 13:1)               | Kyrka med begravningsplats (1 byggnad)           | 1100-talet |                                              | Bonderup                  | 55.6402, 13.3556     |                | Se fler bilder av denna byggnad · Ladda upp en till bild av denna byggnad |
| Dalby kyrka (Dalby 90:1)                      | Kloster (1 byggnad)                              | 1000-talet |                                              | Dalby                     | 55.66438, 13.34430   |                | Se fler bilder av denna byggnad · Ladda upp en till bild av denna byggnad |
| Genarps kyrka (Genarp 32:1)                   | Kyrka med begravningsplats (1 byggnad)           | 1593       |                                              | Genarp                    | 55.60329, 13.39623   |                | Se fler bilder av denna byggnad · Ladda upp en till bild av denna byggnad |
| Gödelövs kyrka (Gödelöv 25:1)                 | Kyrka med begravningsplats (1 byggnad)           | 1200-talet |                                              | Gödelöv                   | 55.614556, 13.4045   |                | Se fler bilder av denna byggnad · Ladda upp en till bild av denna byggnad |
| Hardeberga kyrka (Hardeberga 22:1)            | Kyrka med begravningsplats (1 byggnad)           | 1200-talet |                                              | Hardeberga                | 55.69793, 13.29372   |                | Se fler bilder av denna byggnad · Ladda upp en till bild av denna byggnad |
| Helgeandskyrkan (Nordanvinden 2)              | Kyrka sammanbyggd med församlingshem (1 byggnad) | 1968       | Sten Samuelson                               | Lund (Klostergården)      | 55.69381, 13.17912   |                | Se fler bilder av denna byggnad · Ladda upp en till bild av denna byggnad |
| Håstads kyrka (Håstad 30:1)                   | Kyrka med begravningsplats (1 byggnad)           | 1200-talet |                                              | Håstad                    | 55.77414, 13.22702   |                | Se fler bilder av denna byggnad · Ladda upp en till bild av denna byggnad |
| Hällestads kyrka (Hällestad 40:1)             | Kyrka med begravningsplats (1 byggnad)           | 1100-talet |                                              | Torna-Hällestad           | 55.67771, 13.42067   |                | Se fler bilder av denna byggnad · Ladda upp en till bild av denna byggnad |
| Igelösa kyrka (Igelösa 26:1)                  | Kyrka med begravningsplats (1 byggnad)           | 1100-talet |                                              | Igelösa                   | 55.76307, 13.27448   |                | Se fler bilder av denna byggnad · Ladda upp en till bild av denna byggnad |
| Lunds domkyrka (Domkyrkan 1)                  | Kyrka med kyrkotomt (1 byggnad)                  | 1100-talet |                                              | Lund (Stadskärnan)        | 55.70406, 13.19369   |                | Se fler bilder av denna byggnad · Ladda upp en till bild av denna byggnad |
| Lyngby kyrka (Lyngby 23:2)                    | Kyrka med begravningsplats (1 byggnad)           | 1882       | August Lindvall                              | Lyngby                    | 55.59637, 13.34073   |                | Se fler bilder av denna byggnad · Ladda upp en till bild av denna byggnad |
| Maria Magdalena kyrka (Cellon 1)              | Kyrka med begravningsplats (1 byggnad)           | 1992       | Eva Andersson, Olof Meiby                    | Lund (Östra Torn)         | 55.71302, 13.23658   |                | Se fler bilder av denna byggnad · Ladda upp en till bild av denna byggnad |
| Norra Nöbbelövs kyrka (Nöbbelöv 22:1)         | Kyrka med begravningsplats (1 byggnad)           | 1901       | Lindvall & Boklund                           | Lund (Nöbbelöv)           | 55.73207, 13.16657   |                | Se fler bilder av denna byggnad · Ladda upp en till bild av denna byggnad |
| Odarslövs kyrka (Odarslöv 8:1)                | Kyrka med begravningsplats (1 byggnad)           | 1100-talet |                                              | Odarslöv                  | 55.75111, 13.24833   |                | Se fler bilder av denna byggnad · Ladda upp en till bild av denna byggnad |
| Petersgårdens kyrka (Fogden 2)                | Kyrka sammanbyggd med församlingshem (1 byggnad) | 1965       | Hans Westman, Fritz Österling                | Lund (Rådmansvången)      | 55.70228, 13.17628   |                | Se fler bilder av denna byggnad · Ladda upp en till bild av denna byggnad |
| Revinge kyrka (Revinge 37:1)                  | Kyrka med begravningsplats (1 byggnad)           | 1200-talet |                                              | Revingeby                 | 55.72669, 13.46234   |                | Se fler bilder av denna byggnad · Ladda upp en till bild av denna byggnad |
| Sankt Hans kyrka (Mässan 1)                   | Kyrka sammanbyggd med församlingshem (1 byggnad) | 1971       | Hakon Ahlberg, Yngve Lundquist, Hans Rendahl | Lund (Norra Fäladen)      | 55.72320, 13.20449   |                | Se fler bilder av denna byggnad · Ladda upp en till bild av denna byggnad |
| Sankt Knuts kyrka (Havamal 5)                 | Kyrka sammanbyggd med församlingshem (1 byggnad) | 1973       | Sten Samuelson                               | Lund (Linero)             | 55.69491, 13.24170   |                | Se fler bilder av denna byggnad · Ladda upp en till bild av denna byggnad |
| Sankt Peters klosters kyrka (Klosterkyrkan 5) | Kyrka med begravningsplats,Kloster (1 byggnad)   | 1300-talet |                                              | Lund (Västra Innerstaden) | 55.70426, 13.18595   |                | Se fler bilder av denna byggnad · Ladda upp en till bild av denna byggnad |
| Silvåkra kyrka (Silvåkra 47:1)                | Kyrka med begravningsplats (1 byggnad)           | 1100-talet |                                              | Silvåkra                  | 55.68442, 13.49539   |                | Se fler bilder av denna byggnad · Ladda upp en till bild av denna byggnad |
| Stora Råby kyrka (Stora Råby 33:18)           | Kyrka med begravningsplats (1 byggnad)           | 1200-talet |                                              | Stora Råby                | 55.68589, 13.22517   |                | Se fler bilder av denna byggnad · Ladda upp en till bild av denna byggnad |
| Stångby kyrka (Stångby 33:18)                 | Kyrka med begravningsplats (1 byggnad)           | 1100-talet |                                              | Stångby kyrkby            | 55.76490, 13.17200   |                | Se fler bilder av denna byggnad · Ladda upp en till bild av denna byggnad |
| Södra Sandby kyrka (Sandby 64:1)              | Kyrka med begravningsplats (1 byggnad)           | 1100-talet |                                              | Södra Sandby              | 55.721667, 13.341111 |                | Se fler bilder av denna byggnad · Ladda upp en till bild av denna byggnad |
| Vallkärra kyrka (Vallkärra 23:1)              | Kyrka med begravningsplats (1 byggnad)           | 1100-talet |                                              | Lund (Vallkärra)          | 55.74101, 13.17158   |                | Se fler bilder av denna byggnad · Ladda upp en till bild av denna byggnad |
| Veberöds kyrka (Veberöd 52:1)                 | Kyrka med begravningsplats (1 byggnad)           | 1200-talet |                                              | Veberöd                   | 55.63457, 13.48953   |                | Se fler bilder av denna byggnad · Ladda upp en till bild av denna byggnad |
| Vombs kyrka (Vomb 53:1)                       | Kyrka med begravningsplats (1 byggnad)           | 1200-talet |                                              | Vomb                      | 55.67289, 13.55255   |                | Se fler bilder av denna byggnad · Ladda upp en till bild av denna byggnad |
| Västra Hoby kyrka (Hoby 26:1)                 | Kyrka med begravningsplats (1 byggnad)           | 1886       | Ludvig Hedin                                 | Västra Hoby               | 55.78598, 13.16791   |                | Se fler bilder av denna byggnad · Ladda upp en till bild av denna byggnad |

## Malmö kommun
| Namn                                          | Ursprunglig funktion                                      | Byggår           | Arkitekt                      | Plats                     | Läge               | Anläggnings-ID | Bild                                                                      |
| --------------------------------------------- | --------------------------------------------------------- | ---------------- | ----------------------------- | ------------------------- | ------------------ | -------------- | ------------------------------------------------------------------------- |
| Bunkeflo kyrka (Bunkeflo 7:37)                | Kyrka med begravningsplats (1 byggnad)                    | 1898             | August Lindvall               | Vintrie                   | 55.55580, 12.96439 |                | Se fler bilder av denna byggnad · Ladda upp en till bild av denna byggnad |
| Bunkeflo strandkyrka (Ängsklockan 1)          | Kyrka (1 byggnad)                                         | 1990             | White arkitekter              | Bunkeflostrand            | 55.55413, 12.91901 |                | Se fler bilder av denna byggnad · Ladda upp en till bild av denna byggnad |
| Caroli kyrka (Innerstaden 1:152)              | Kyrka med kyrkotomt (1 byggnad)                           | 1880             | Emil Viktor Langlet           | Malmö (Gamla staden)      | 55.60744, 13.00666 |                | Se fler bilder av denna byggnad · Ladda upp en till bild av denna byggnad |
| Fosie kyrka (Fosie 165:16)                    | Kyrka med begravningsplats (1 byggnad)                    | 1100-talet       |                               | Malmö (Fosieby)           | 55.56266, 13.02510 |                | Se fler bilder av denna byggnad · Ladda upp en till bild av denna byggnad |
| Glostorps kyrka (Glostorp 27:1)               | Kyrka med begravningsplats (1 byggnad)                    | 1100-talet       |                               | Glostorp                  | 55.52593, 13.04036 |                | Se fler bilder av denna byggnad · Ladda upp en till bild av denna byggnad |
| Helgeandskyrkan (Kronprinsen 1)               | Kyrka sammanbyggd med församlingshem (1 byggnad)          | 1968             | Thorsten Roos                 | Malmö (Kronprinsen)       | 55.59717, 12.98604 |                | Se fler bilder av denna byggnad · Ladda upp en till bild av denna byggnad |
| Heliga Trefaldighetskyrkan (Ringaren 4)       | Kyrka (1 byggnad)                                         | 1939             | August Ewe                    | Malmö (Eriksfält)         | 55.57810, 13.00561 |                | Se fler bilder av denna byggnad · Ladda upp en till bild av denna byggnad |
| Husie församlingshem (Populus 1)              | Kyrka sammanbyggd med församlingshem (1 byggnad)          | 1965             | Carl Nyrén                    | Videdal                   | 55.59387, 13.07272 |                | Se fler bilder av denna byggnad · Ladda upp en till bild av denna byggnad |
| Husie kyrka (Husie 172:280)                   | Kyrka med begravningsplats (1 byggnad)                    | 1857             | Carl Georg Brunius            | Malmö (Kroksbäck)         | 55.57729, 13.08386 |                | Se fler bilder av denna byggnad · Ladda upp en till bild av denna byggnad |
| Hyllie kyrka (Gamlegård 13)                   | Kyrka sammanbyggd med församlingshem (1 byggnad)          | 1985             | Allan Nilsson                 | Malmö (Hyllie)            | 55.57581, 12.97074 |                | Se fler bilder av denna byggnad · Ladda upp en till bild av denna byggnad |
| Kirsebergs kyrka (Kapellet 12)                | Kyrka med kyrkotomt (1 byggnad)                           | 1928             | Theodor Wåhlin                | Malmö (Kirsebergsstaden)  | 55.60881, 13.04115 |                | Se fler bilder av denna byggnad · Ladda upp en till bild av denna byggnad |
| Limhamns kapellkrematorium (Limhamn 154:308)  | Krematorium,Gravkapell med begravningsplats (3 byggnader) | 1964             | Bror Thornberg, Thorsten Roos | Malmö (Djupadal)          | 55.57123, 12.94559 |                | Se fler bilder av denna byggnad · Ladda upp en till bild av denna byggnad |
| Limhamns kyrka (Limhamn 154:309)              | Kyrka med begravningsplats (1 byggnad)                    | 1890             | August Lindvall               | Malmö (Djupadal)          | 55.57484, 12.94479 |                | Se fler bilder av denna byggnad · Ladda upp en till bild av denna byggnad |
| Lockarps kyrka (Lockarp 34:1)                 | Kyrka med begravningsplats (1 byggnad)                    | 1886             | Ernst Jacobsson               | Lockarp                   | 55.54127, 13.04396 |                | Se fler bilder av denna byggnad · Ladda upp en till bild av denna byggnad |
| Oxie kyrka (Oxie 53:1)                        | Kyrka med begravningsplats (1 byggnad)                    | 1100-talet       |                               | Oxie                      | 55.55061, 13.09773 |                | Se fler bilder av denna byggnad · Ladda upp en till bild av denna byggnad |
| Pauli mellersta kyrkogård (Innerstaden 4:137) | Gravkapell med begravningsplats (1 byggnad)               |                  |                               | Malmö (Värnhem)           | 55.59814, 13.01989 |                | Se fler bilder av denna byggnad · Ladda upp en till bild av denna byggnad |
| Sankt Andreas kyrka (Ribersborg 3)            | Kyrka (1 byggnad)                                         | 1959             | Thorsten Roos, Bror Thornberg | Malmö (Ribersborg)        | 55.59919, 12.97099 |                | Se fler bilder av denna byggnad · Ladda upp en till bild av denna byggnad |
| Sankt Johannes kyrka (Innerstaden 6:29)       | Kyrka med kyrkotomt (1 byggnad)                           | 1907             | Axel Anderberg                | Malmö (Rådmansvången)     | 55.59419, 13.00174 |                | Se fler bilder av denna byggnad · Ladda upp en till bild av denna byggnad |
| Sankt Matteus kyrka (Tryggheten 2)            | Kyrka sammanbyggd med församlingshem (1 byggnad)          | 1983             | Sten Samuelsson               | Malmö (Annelund)          | 55.58934, 13.02080 |                | Se fler bilder av denna byggnad · Ladda upp en till bild av denna byggnad |
| Sankt Mikaels kyrka (Kantorn 1)               | Kyrka sammanbyggd med församlingshem (1 byggnad)          | 1978             | Bror Thornberg, Einar Jangbro | Malmö (Lindeborg)         | 55.56169, 12.98907 |                | Se fler bilder av denna byggnad · Ladda upp en till bild av denna byggnad |
| Sankt Pauli kyrka (Sankt Pauli kyrka 1)       | Kyrka med kyrkotomt (1 byggnad)                           | 1882             |                               | Malmö (Rörsjöstaden)      | 55.60302, 13.01437 |                | Ladda upp en till bild av denna byggnad                                   |
| Sankt Petri kyrka (Innerstaden 1:151)         | Kyrka med kyrkotomt (1 byggnad)                           | 1300-talet       |                               | Malmö (Gamla staden)      | 55.60694, 13.00331 |                | Se fler bilder av denna byggnad · Ladda upp en till bild av denna byggnad |
| Sankt Tomas kapell (Hermodsdal 10)            | Kapell (1 byggnad)                                        | 1968             | Bror Thornberg                | Malmö (Hermodsdal)        | 55.56808, 13.01769 |                | Ladda upp en bild av denna byggnad                                        |
| Sankta Katarina kyrka (Kungsliljan 1)         | Kyrka (1 byggnad)                                         | 1960 (revs 2016) | Mogens Herold                 | Malmö (Håkanstorp)        | 55.60000, 13.04120 |                | Se fler bilder av denna byggnad · Ladda upp en till bild av denna byggnad |
| Sankta Maria kyrka (Otto 5)                   | Kyrka sammanbyggd med församlingshem (1 byggnad)          | 1963             | Thorsten Roos, Bror Thornberg | Malmö (Möllevången)       | 55.58851, 13.01206 |                | Se fler bilder av denna byggnad · Ladda upp en till bild av denna byggnad |
| Sjömanskyrkan (Sjömansgården 1)               | Kyrka (1 byggnad)                                         | 1969             | Klas Anselm                   | Malmö (Västra hamnen)     | 55.60777, 12.99521 |                | Se fler bilder av denna byggnad · Ladda upp en till bild av denna byggnad |
| Södra Sallerups kyrka (Sallerup 180:42)       | Kyrka med begravningsplats (1 byggnad)                    | 1100-talet       |                               | Södra Sallerup            | 55.58537, 13.11914 |                | Se fler bilder av denna byggnad · Ladda upp en till bild av denna byggnad |
| Tygelsjö kyrka (Tygelsjö 41:39)               | Kyrka med begravningsplats (1 byggnad)                    | 1905             | August Waldemar Lundberg      | Tygelsjö                  | 55.51860, 13.00279 |                | Se fler bilder av denna byggnad · Ladda upp en till bild av denna byggnad |
| Västra Klagstorps kyrka (Klagstorp 46:1)      | Kyrka med begravningsplats (1 byggnad)                    | 1885             | N. Andersson                  | Västra Klagstorp          | 55.52816, 12.99474 |                | Se fler bilder av denna byggnad · Ladda upp en till bild av denna byggnad |
| Västra Skrävlinge kyrka (Rosengård 131:72)    | Kyrka med begravningsplats (1 byggnad)                    | 1863             | William Klein                 | Almgården                 | 55.57828, 13.05420 |                | Se fler bilder av denna byggnad · Ladda upp en till bild av denna byggnad |
| Östra kyrkogården (Rosengård 170:2, 170:3)    | Gravkapell med begravningsplats,Krematorium (5 byggnader) | 1918             | Sigurd Lewerentz              | Malmö (Östra kyrkogården) | 55.59323, 13.04371 |                | Se fler bilder av denna byggnad · Ladda upp en till bild av denna byggnad |

## Osby kommun
| Namn                                 | Ursprunglig funktion                   | Byggår     | Arkitekt         | Plats       | Läge               | Anläggnings-ID | Bild                                                                      |
| ------------------------------------ | -------------------------------------- | ---------- | ---------------- | ----------- | ------------------ | -------------- | ------------------------------------------------------------------------- |
| Loshults kyrka (Loshult 31:1)        | Kyrka med begravningsplats (1 byggnad) | 1827       | Albert Törnqvist | Loshult     | 56.50223, 14.11472 |                | Se fler bilder av denna byggnad · Ladda upp en till bild av denna byggnad |
| Osby kyrka (Osby 192:60)             | Kyrka med begravningsplats (1 byggnad) | 1100-talet |                  | Osby        | 56.38066, 14.00121 |                | Se fler bilder av denna byggnad · Ladda upp en till bild av denna byggnad |
| Visseltofta kyrka (Visseltofta 26:1) | Kyrka med begravningsplats (1 byggnad) | 1100-talet |                  | Visseltofta | 56.42780, 13.85647 |                | Se fler bilder av denna byggnad · Ladda upp en till bild av denna byggnad |
| Örkeneds kyrka (Örkeneds kyrka 1:1)  | Kyrka med begravningsplats (1 byggnad) | 1790       | Olof Tempelman   | Lönsboda    | 56.39795, 14.32389 |                | Se fler bilder av denna byggnad · Ladda upp en till bild av denna byggnad |

## Perstorps kommun
| Namn                               | Ursprunglig funktion                   | Byggår     | Arkitekt             | Plats      | Läge               | Anläggnings-ID | Bild                                                                      |
| ---------------------------------- | -------------------------------------- | ---------- | -------------------- | ---------- | ------------------ | -------------- | ------------------------------------------------------------------------- |
| Oderljunga kyrka (Oderljunga 26:1) | Kyrka med begravningsplats (1 byggnad) | 1854       | Johan Adolf Hawerman | Oderljunga | 56.19609, 13.34533 |                | Se fler bilder av denna byggnad · Ladda upp en till bild av denna byggnad |
| Perstorps kyrka (Perstorp 21:6)    | Kyrka med begravningsplats (1 byggnad) | 1100-talet |                      | Perstorp   | 56.14181, 13.38649 |                | Se fler bilder av denna byggnad · Ladda upp en till bild av denna byggnad |

## Simrishamns kommun
| Namn                                                     | Ursprunglig funktion                        | Byggår     | Arkitekt             | Plats           | Läge               | Anläggnings-ID | Bild                                                                      |
| -------------------------------------------------------- | ------------------------------------------- | ---------- | -------------------- | --------------- | ------------------ | -------------- | ------------------------------------------------------------------------- |
| Baskemölla kapell (Sankt Tomas kapell) (Baskemölla 85:1) | Gravkapell med begravningsplats (1 byggnad) | 1927       | August Ewe           | Baskemölla      | 55.59432, 14.30909 |                | Se fler bilder av denna byggnad · Ladda upp en till bild av denna byggnad |
| Bolshögs kyrka (Bolshögs Kyrka 1:1)                      | Kyrka med begravningsplats (1 byggnad)      | 1100-talet |                      |                 | 55.51261, 14.23924 |                | Se fler bilder av denna byggnad · Ladda upp en till bild av denna byggnad |
| Borrby kyrka (Sankta Maria kyrka) (Borrby 330:1)         | Kyrka (1 byggnad)                           | 1841       | Jacob Wilhelm Gerss  | Borrby          | 55.45813, 14.17801 |                | Se fler bilder av denna byggnad · Ladda upp en till bild av denna byggnad |
| Gladsax kyrka (Gladsax 134:1)                            | Kyrka med begravningsplats (1 byggnad)      | 1100-talet |                      | Gladsax         | 55.56130, 14.28657 |                | Se fler bilder av denna byggnad · Ladda upp en till bild av denna byggnad |
| Hammenhögs kyrka (Hammenhög 116:1)                       | Kyrka med begravningsplats (1 byggnad)      | 1849       | Johan Adolf Hawerman | Hammenhög       | 55.50057, 14.14588 |                | Se fler bilder av denna byggnad · Ladda upp en till bild av denna byggnad |
| Hannas kyrka (Hannas 56:1)                               | Kyrka med begravningsplats (1 byggnad)      | 1100-talet |                      | Hannas          | 55.48975, 14.09865 |                | Se fler bilder av denna byggnad · Ladda upp en till bild av denna byggnad |
| Järrestads kyrka (Järrestad 99:1)                        | Kyrka med begravningsplats (1 byggnad)      | 1100-talet |                      | Järrestad       | 55.53822, 14.28569 |                | Se fler bilder av denna byggnad · Ladda upp en till bild av denna byggnad |
| Kiviks kapell (Hjälmaröd 9:76)                           | Kapell (1 byggnad)                          | 1941       |                      | Kivik           | 55.69242, 14.21667 |                | Se fler bilder av denna byggnad · Ladda upp en till bild av denna byggnad |
| Ravlunda kyrka (Ravlunda 72:1)                           | Kyrka med begravningsplats (1 byggnad)      | 1200-talet |                      | Ravlunda        | 55.71378, 14.15080 |                | Se fler bilder av denna byggnad · Ladda upp en till bild av denna byggnad |
| Rörums kyrka (Rörum 12:2)                                | Kyrka med begravningsplats (1 byggnad)      | 1880       |                      | Rörum           | 55.63088, 14.24882 |                | Se fler bilder av denna byggnad · Ladda upp en till bild av denna byggnad |
| Sankt Nicolai kyrka (Simrishamn 2:33)                    | Kyrka (1 byggnad)                           | 1100-talet |                      | Simrishamn      | 55.55701, 14.34901 |                | Se fler bilder av denna byggnad · Ladda upp en till bild av denna byggnad |
| Sankt Olofs kyrka (Sankt Olofs kyrka 1:1)                | Kyrka med begravningsplats (1 byggnad)      | 1200-talet |                      | Sankt Olof      | 55.63504, 14.12273 |                | Se fler bilder av denna byggnad · Ladda upp en till bild av denna byggnad |
| Simris kyrka (Simris 207:1)                              | Kyrka med begravningsplats (1 byggnad)      | 1100-talet |                      | Simris          | 55.53545, 14.32175 |                | Se fler bilder av denna byggnad · Ladda upp en till bild av denna byggnad |
| Stiby kyrka (Stiby 151:1)                                | Kyrka (1 byggnad)                           | 1856       | Magnus Cederholm     | Stiby           | 55.55564, 14.17180 |                | Se fler bilder av denna byggnad · Ladda upp en till bild av denna byggnad |
| Södra Mellby kyrka (Mellby 13:2)                         | Kyrka med begravningsplats (1 byggnad)      | 1887       | Fredrik Ekberg       | Södra Mellby    | 55.66291, 14.21787 |                | Se fler bilder av denna byggnad · Ladda upp en till bild av denna byggnad |
| Vallby kyrka (Sankt Laurentii kyrka) (Vallby 108:1)      | Kyrka med begravningsplats (1 byggnad)      | 1100-talet |                      | Vallby          | 55.49767, 14.20583 |                | Se fler bilder av denna byggnad · Ladda upp en till bild av denna byggnad |
| Vitaby kyrka (Vitaby 21:1)                               | Kyrka med begravningsplats (1 byggnad)      | 1100-talet |                      | Vitaby          | 55.69478, 14.16896 |                | Se fler bilder av denna byggnad · Ladda upp en till bild av denna byggnad |
| Östra Herrestads kyrka (Östra Herrestad 69:1)            | Kyrka med begravningsplats (1 byggnad)      | 1100-talet |                      | Östra Herrestad | 55.52620, 14.16660 |                | Se fler bilder av denna byggnad · Ladda upp en till bild av denna byggnad |
| Östra Hoby kyrka (Hoby 107:1)                            | Kyrka med begravningsplats (1 byggnad)      | 1100-talet |                      | Östra Hoby      | 55.47198, 14.23158 |                | Se fler bilder av denna byggnad · Ladda upp en till bild av denna byggnad |
| Östra Nöbbelövs kyrka (Nöbbelöv 28:1)                    | Kyrka med begravningsplats (1 byggnad)      | 1100-talet |                      | Östra Nöbbelöv  | 55.51781, 14.30458 |                | Se fler bilder av denna byggnad · Ladda upp en till bild av denna byggnad |
| Östra Tommarps kyrka (Tommarp 154:1)                     | Kyrka med begravningsplats (1 byggnad)      | 1857       | Anders Haf           | Östra Tommarp   | 55.53291, 14.23824 |                | Se fler bilder av denna byggnad · Ladda upp en till bild av denna byggnad |
| Östra Vemmerlövs kyrka (Vemmerlöv 100:1)                 | Kyrka med begravningsplats (1 byggnad)      | 1100-talet |                      | Östra Vemmerlöv | 55.57942, 14.23509 |                | Se fler bilder av denna byggnad · Ladda upp en till bild av denna byggnad |

## Sjöbo kommun
| Namn                                    | Ursprunglig funktion                   | Byggår     | Arkitekt           | Plats           | Läge               | Anläggnings-ID | Bild                                                                      |
| --------------------------------------- | -------------------------------------- | ---------- | ------------------ | --------------- | ------------------ | -------------- | ------------------------------------------------------------------------- |
| Björka kyrka (Björka 22:1)              | Kyrka med begravningsplats (1 byggnad) | 1200-talet |                    | Björka          | 55.65672, 13.63504 |                | Se fler bilder av denna byggnad · Ladda upp en till bild av denna byggnad |
| Blentarps kyrka (Blentarp 78:1)         | Kyrka med begravningsplats (1 byggnad) | 1100-talet |                    | Blentarp        | 55.58181, 13.60706 |                | Se fler bilder av denna byggnad · Ladda upp en till bild av denna byggnad |
| Brandstads kyrka (Brandstad 33:1)       | Kyrka med begravningsplats (1 byggnad) | 1200-talet |                    | Brandstad       | 55.68220, 13.71973 |                | Se fler bilder av denna byggnad · Ladda upp en till bild av denna byggnad |
| Everlövs kyrka (Everlöv 30:1)           | Kyrka med begravningsplats (1 byggnad) | 1100-talet |                    | Everlöv         | 55.60859, 13.59009 |                | Se fler bilder av denna byggnad · Ladda upp en till bild av denna byggnad |
| Fränninge kyrka (Fränninge 70:1)        | Kyrka med begravningsplats (1 byggnad) | 1100-talet |                    | Fränninge       | 55.72113, 13.80498 |                | Se fler bilder av denna byggnad · Ladda upp en till bild av denna byggnad |
| Ilstorps kyrka (Ilstorp 30:1)           | Kyrka med begravningsplats (1 byggnad) | 1200-talet |                    | Ilstorp         | 55.61716, 13.65286 |                | Se fler bilder av denna byggnad · Ladda upp en till bild av denna byggnad |
| Lövestads kyrka (Lövestad 57:1)         | Kyrka med begravningsplats (1 byggnad) | 1856       | Carl Georg Brunius | Lövestadby      | 55.64531, 13.89344 |                | Se fler bilder av denna byggnad · Ladda upp en till bild av denna byggnad |
| Röddinge kyrka (Röddinge 38:1)          | Kyrka med begravningsplats (1 byggnad) | 1200-talet |                    | Röddinge        | 55.58267, 13.83316 |                | Se fler bilder av denna byggnad · Ladda upp en till bild av denna byggnad |
| Södra Åsums gamla kyrka (Åsum 41:1)     | Kyrka med begravningsplats (1 byggnad) | 1100-talet |                    | Södra Åsum      | 55.65069, 13.70213 |                | Se fler bilder av denna byggnad · Ladda upp en till bild av denna byggnad |
| Södra Åsums kyrka (Sandbäck 8:3)        | Kyrka med begravningsplats (1 byggnad) | 1902       | August Lindvall    | Södra Åsum      | 55.64556, 13.70121 |                | Se fler bilder av denna byggnad · Ladda upp en till bild av denna byggnad |
| Sövde kyrka (Sövde 35:1)                | Kyrka med begravningsplats (1 byggnad) | 1100-talet |                    | Sövde           | 55.58487, 13.67171 |                | Se fler bilder av denna byggnad · Ladda upp en till bild av denna byggnad |
| Tolånga kyrka (Tolånga 28:1)            | Kyrka med begravningsplats (1 byggnad) | 1100-talet |                    | Tolånga         | 55.63760, 13.77364 |                | Se fler bilder av denna byggnad · Ladda upp en till bild av denna byggnad |
| Vanstads kyrka (Vanstad 59:1)           | Kyrka med begravningsplats (1 byggnad) | 1869       |                    | Vanstad         | 55.62143, 13.85954 |                | Se fler bilder av denna byggnad · Ladda upp en till bild av denna byggnad |
| Vollsjö kyrka (Vollsjö 61:1)            | Kyrka med begravningsplats (1 byggnad) | 1100-talet | A J Hallberg       | Vollsjöby       | 55.69389, 13.77543 |                | Se fler bilder av denna byggnad · Ladda upp en till bild av denna byggnad |
| Östra Kärrstorps kyrka (Kärrstorp 13:1) | Kyrka med begravningsplats (1 byggnad) | 1846       | Johan Fredrik Åbom | Östra Kärrstorp | 55.71180, 13.72874 |                | Se fler bilder av denna byggnad · Ladda upp en till bild av denna byggnad |
| Öveds kyrka (Övedskloster 2:10)         | Kyrka med begravningsplats (1 byggnad) | 1761       | Carl Hårleman      | Öved            | 55.68817, 13.64448 |                | Se fler bilder av denna byggnad · Ladda upp en till bild av denna byggnad |

## Skurups kommun
| Namn                                                  | Ursprunglig funktion                   | Byggår     | Arkitekt     | Plats            | Läge                 | Anläggnings-ID | Bild                                                                      |
| ----------------------------------------------------- | -------------------------------------- | ---------- | ------------ | ---------------- | -------------------- | -------------- | ------------------------------------------------------------------------- |
| Hassle-Bösarps kyrka (Hassle Bösarp 18:1)             | Kyrka med begravningsplats (1 byggnad) | 1866       | Peter Boisen | Hassle-Bösarp    | 55.452917, 13.524722 |                | Se fler bilder av denna byggnad · Ladda upp en till bild av denna byggnad |
| Katslösa kyrka (Katslösa 1:15)                        | Kyrka med begravningsplats (1 byggnad) | 1870-talet |              | Katslösa         | 55.45438, 13.62234   |                | Se fler bilder av denna byggnad · Ladda upp en till bild av denna byggnad |
| Skivarps kyrka (Sankt Laurentii kyrka) (Skivarp 39:1) | Kyrka med begravningsplats (1 byggnad) | 1100-talet |              | Skivarp          | 55.42437, 13.56744   |                | Se fler bilder av denna byggnad · Ladda upp en till bild av denna byggnad |
| Skurups kyrka (Sankta Maria kyrka) (Kyrkan 2)         | Kyrka med begravningsplats (1 byggnad) | 1100-talet |              | Skurup           | 55.47247, 13.50958   |                | Se fler bilder av denna byggnad · Ladda upp en till bild av denna byggnad |
| Slimminge kyrka (Slimminge 69:1)                      | Kyrka med begravningsplats (1 byggnad) | 1807       |              | Slimminge        | 55.51214, 13.54972   |                | Se fler bilder av denna byggnad · Ladda upp en till bild av denna byggnad |
| Solberga kyrka (Solberga 22:1)                        | Kyrka med begravningsplats (1 byggnad) | 1865       |              | Solberga         | 55.451111, 13.575    |                | Se fler bilder av denna byggnad · Ladda upp en till bild av denna byggnad |
| Svenstorps kyrka (Svenstorp 11:1)                     | Kyrka med begravningsplats (1 byggnad) | 1854       |              | Svenstorp        | 55.45632, 13.47559   |                | Se fler bilder av denna byggnad · Ladda upp en till bild av denna byggnad |
| Villie kyrka (Villie 72:1)                            | Kyrka med begravningsplats (1 byggnad) | 1100-talet |              | Villie           | 55.47903, 13.59776   |                | Se fler bilder av denna byggnad · Ladda upp en till bild av denna byggnad |
| Västra Nöbbelövs kyrka (Nöbbelöv 19:1)                | Kyrka med begravningsplats (1 byggnad) | 1100-talet |              | Västra Nöbbelöv  | 55.43522, 13.61711   |                | Se fler bilder av denna byggnad · Ladda upp en till bild av denna byggnad |
| Västra Vemmenhögs kyrka (Västra Vemmenhög 35:1)       | Kyrka med begravningsplats (1 byggnad) | 1868       |              | Västra Vemmenhög | 55.42772, 13.47049   |                | Se fler bilder av denna byggnad · Ladda upp en till bild av denna byggnad |
| Örsjö kyrka (Örsjö 1:44)                              | Kyrka med begravningsplats (1 byggnad) | 1100-talet |              | Örsjö            | 55.465278, 13.565    |                | Se fler bilder av denna byggnad · Ladda upp en till bild av denna byggnad |
| Östra Vemmenhögs kyrka (Östra Vemmenhög 45:1)         | Kyrka med begravningsplats (1 byggnad) | 1100-talet |              | Östra Vemmenhög  | 55.417778, 13.505    |                | Se fler bilder av denna byggnad · Ladda upp en till bild av denna byggnad |

## Staffanstorps kommun
| Namn                                    | Ursprunglig funktion                   | Byggår     | Arkitekt      | Plats           | Läge               | Anläggnings-ID | Bild                                                                      |
| --------------------------------------- | -------------------------------------- | ---------- | ------------- | --------------- | ------------------ | -------------- | ------------------------------------------------------------------------- |
| Bjällerups kyrka (Stora Bjällerup 30:1) | Kyrka med begravningsplats (1 byggnad) | 1100-talet |               | Stora Bjällerup | 55.66100, 13.26026 |                | Se fler bilder av denna byggnad · Ladda upp en till bild av denna byggnad |
| Brågarps kyrka (Brågarp 35:1)           | Kyrka med begravningsplats (1 byggnad) | 1100-talet |               | Staffanstorp    | 55.64570, 13.21452 |                | Se fler bilder av denna byggnad · Ladda upp en till bild av denna byggnad |
| Esarps kyrka (Esarp 2:1)                | Kyrka med begravningsplats (1 byggnad) | 1100-talet |               | Esarp           | 55.61897, 13.32605 |                | Se fler bilder av denna byggnad · Ladda upp en till bild av denna byggnad |
| Görslövs kyrka (Kyrkoby 12:1)           | Kyrka med begravningsplats (1 byggnad) | 1100-talet |               | Görslöv         | 55.62889, 13.14286 |                | Se fler bilder av denna byggnad · Ladda upp en till bild av denna byggnad |
| Knästorps kyrka (Knästorp 7:1)          | Kyrka med begravningsplats (1 byggnad) | 1100-talet |               | Knästorp        | 55.67582, 13.19957 |                | Se fler bilder av denna byggnad · Ladda upp en till bild av denna byggnad |
| Kyrkheddinge kyrka (Kyrkheddinge 21:1)  | Kyrka med begravningsplats (1 byggnad) | 1100-talet |               | Kyrkheddinge    | 55.64642, 13.27093 |                | Se fler bilder av denna byggnad · Ladda upp en till bild av denna byggnad |
| Mölleberga kyrka (Stora Mölleberga 9:1) | Kyrka med begravningsplats (1 byggnad) | 1100-talet |               | Mölleberga      | 55.60825, 13.17621 |                | Se fler bilder av denna byggnad · Ladda upp en till bild av denna byggnad |
| Nevishögs kyrka (Nevishög 32:1)         | Kyrka med begravningsplats (1 byggnad) | 1200-talet |               | Nevishög        | 55.63210, 13.22796 |                | Se fler bilder av denna byggnad · Ladda upp en till bild av denna byggnad |
| Särslövs kyrka (Särslöv 19:1)           | Kyrka med begravningsplats (1 byggnad) | 1200-talet |               | Särslöv         | 55.62131, 13.16000 |                | Se fler bilder av denna byggnad · Ladda upp en till bild av denna byggnad |
| Tottarps kyrka (Tottarp 11:1)           | Kyrka med begravningsplats (1 byggnad) | 1100-talet |               | Tottarp         | 55.63942, 13.15318 |                | Se fler bilder av denna byggnad · Ladda upp en till bild av denna byggnad |
| Uppåkra kyrka (Stora Uppåkra 15:1)      | Kyrka med begravningsplats (1 byggnad) | 1864       | William Klein | Uppåkra         | 55.66624, 13.17088 |                | Se fler bilder av denna byggnad · Ladda upp en till bild av denna byggnad |

## Svalövs kommun
| Namn                                                        | Ursprunglig funktion                   | Byggår     | Arkitekt                   | Plats            | Läge               | Anläggnings-ID | Bild                                                                      |
| ----------------------------------------------------------- | -------------------------------------- | ---------- | -------------------------- | ---------------- | ------------------ | -------------- | ------------------------------------------------------------------------- |
| Asks kyrka (Ask 35:1)                                       | Kyrka med begravningsplats (1 byggnad) | 1877       | Ernst Jacobsson            | Ask              | 55.96420, 13.24890 |                | Se fler bilder av denna byggnad · Ladda upp en till bild av denna byggnad |
| Billeberga kyrka (Billeberga 9:3)                           | Kyrka med begravningsplats (1 byggnad) | 1862       | Fredrik Wilhelm Scholander | Billeberga       | 55.88138, 12.99969 |                | Se fler bilder av denna byggnad · Ladda upp en till bild av denna byggnad |
| Felestads kyrka (Felestad 25:1)                             | Kyrka med begravningsplats (1 byggnad) | 1200-talet |                            | Svalöv           | 55.90669, 13.09488 |                | Se fler bilder av denna byggnad · Ladda upp en till bild av denna byggnad |
| Halmstads kyrka (Halmstad 22:1)                             | Kyrka med begravningsplats (1 byggnad) | 1863       | Johan Adolf Hawerman       | Halmstad         | 55.95299, 13.03362 |                | Se fler bilder av denna byggnad · Ladda upp en till bild av denna byggnad |
| Konga kyrka (Konga 19:1)                                    | Kyrka med begravningsplats (1 byggnad) | 1200-talet |                            | Konga            | 55.97863, 13.19960 |                | Se fler bilder av denna byggnad · Ladda upp en till bild av denna byggnad |
| Kågeröds kyrka (Kågeröd 18:1)                               | Kyrka med begravningsplats (1 byggnad) | 1100-talet |                            | Kågeröd          | 56.00031, 13.08900 |                | Se fler bilder av denna byggnad · Ladda upp en till bild av denna byggnad |
| Källs-Nöbbelövs kyrka (Källs Nöbbelöv 2:2)                  | Kyrka med begravningsplats (1 byggnad) | 1959       | Eiler Græbe                | Källs-Nöbbelöv   | 55.88589, 13.07755 |                | Se fler bilder av denna byggnad · Ladda upp en till bild av denna byggnad |
| Norra Skrävlinge kyrka (Skrävlinge 16:1)                    | Kyrka med begravningsplats (1 byggnad) | 1100-talet |                            | Norra Skrävlinge | 55.86982, 13.11748 |                | Se fler bilder av denna byggnad · Ladda upp en till bild av denna byggnad |
| Norrvidinge kyrka (Norrvidinge 25:1)                        | Kyrka med begravningsplats (1 byggnad) | 1100-talet |                            | Norrvidinge      | 55.83845, 13.09756 |                | Se fler bilder av denna byggnad · Ladda upp en till bild av denna byggnad |
| Röstånga kyrka (Röstånga 17:1)                              | Kyrka med begravningsplats (1 byggnad) | ca 1200    |                            | Röstånga         | 55.99854, 13.29546 |                | Se fler bilder av denna byggnad · Ladda upp en till bild av denna byggnad |
| Sireköpinge kyrka (Sankt Johannes kyrka) (Sireköpinge 20:1) | Kyrka med begravningsplats (1 byggnad) | 1100-talet |                            | Sireköpinge      | 55.92797, 12.99222 |                | Se fler bilder av denna byggnad · Ladda upp en till bild av denna byggnad |
| Stenestads kyrka (Stenestad 28:1)                           | Kyrka med begravningsplats (1 byggnad) | 1100-talet |                            | Stenestad        | 56.05310, 13.09661 |                | Se fler bilder av denna byggnad · Ladda upp en till bild av denna byggnad |
| Svalövs kyrka (Norra Svalöv 8:2)                            | Kyrka med begravningsplats (1 byggnad) | 1878       | okänd                      | Svalöv           | 55.92440, 13.10531 |                | Se fler bilder av denna byggnad · Ladda upp en till bild av denna byggnad |
| Tirups kyrka (Tirup 17:1)                                   | Kyrka med begravningsplats (1 byggnad) | 1100-talet |                            | Tirup            | 55.91082, 13.04689 |                | Se fler bilder av denna byggnad · Ladda upp en till bild av denna byggnad |
| Torrlösa kyrka (Torrlösa 21:3)                              | Kyrka med begravningsplats (1 byggnad) | 1849       | Carl Georg Brunius         | Torrlösa         | 55.91097, 13.14047 |                | Se fler bilder av denna byggnad · Ladda upp en till bild av denna byggnad |

## Svedala kommun
| Namn                                     | Ursprunglig funktion                   | Byggår     | Arkitekt           | Plats            | Läge                 | Anläggnings-ID | Bild                                                                      |
| ---------------------------------------- | -------------------------------------- | ---------- | ------------------ | ---------------- | -------------------- | -------------- | ------------------------------------------------------------------------- |
| Bara kyrka (Bara 23:1)                   | Kyrka med begravningsplats (1 byggnad) | ca 1200    |                    | Bara kyrkby      | 55.59078, 13.20145   |                | Se fler bilder av denna byggnad · Ladda upp en till bild av denna byggnad |
| Bjärshögs kyrka (Bjärshög 10:1)          | Kyrka med begravningsplats (1 byggnad) | 1897       | August Lindvall    | Bjärshög         | 55.593611, 13.154722 |                | Se fler bilder av denna byggnad · Ladda upp en till bild av denna byggnad |
| Börringe kyrka (Börringe Kyrka 1:1)      | Kyrka med begravningsplats (1 byggnad) | 1797       | Olof Tempelman     | Börringe         | 55.50500, 13.35882   |                | Se fler bilder av denna byggnad · Ladda upp en till bild av denna byggnad |
| Hyby gamla kyrka (Hyby 37:1)             | Kyrka med begravningsplats (1 byggnad) | 1100-talet |                    | Hyby             | 55.58074, 13.25819   |                | Se fler bilder av denna byggnad · Ladda upp en till bild av denna byggnad |
| Hyby kyrka (Hyby 30:6)                   | Kyrka med begravningsplats (1 byggnad) | 1877       | Ludvig Fenger      | Hyby             | 55.580278, 13.254167 |                | Se fler bilder av denna byggnad · Ladda upp en till bild av denna byggnad |
| Skabersjö kyrka (Skabersjö 27:1)         | Kyrka med begravningsplats (1 byggnad) | 1100-talet |                    | Skabersjöby      | 55.54789, 13.16192   |                | Se fler bilder av denna byggnad · Ladda upp en till bild av denna byggnad |
| Svedala kyrka (Svedala 1:7)              | Kyrka med begravningsplats (1 byggnad) | 1852       | Carl Georg Brunius | Svedala          | 55.50952, 13.24501   |                | Se fler bilder av denna byggnad · Ladda upp en till bild av denna byggnad |
| Törringe kyrka (Törringe 10:1)           | Kyrka med begravningsplats (1 byggnad) | 1100-talet |                    | Törringe         | 55.526389, 13.143056 |                | Se fler bilder av denna byggnad · Ladda upp en till bild av denna byggnad |
| Västra Kärrstorps kyrka (Kärrstorp 24:1) | Kyrka med begravningsplats (1 byggnad) | 1200-talet |                    | Västra Kärrstorp | 55.497222, 13.160556 |                | Se fler bilder av denna byggnad · Ladda upp en till bild av denna byggnad |

## Tomelilla kommun
| Namn                                      | Ursprunglig funktion                                     | Byggår     | Arkitekt                        | Plats           | Läge                 | Anläggnings-ID | Bild                                                                      |
| ----------------------------------------- | -------------------------------------------------------- | ---------- | ------------------------------- | --------------- | -------------------- | -------------- | ------------------------------------------------------------------------- |
| Andrarums kyrka (Andrarum 29:1)           | Kyrka med begravningsplats (inga registrerade byggnader) | 1100-talet |                                 | Andrarum        | 55.7075, 13.963333   |                | Se fler bilder av denna byggnad · Ladda upp en till bild av denna byggnad |
| Benestads kyrka (Benestad 55:1)           | Kyrka med begravningsplats (1 byggnad)                   | 1100-talet |                                 | Benestad        | 55.52470, 13.90662   |                | Se fler bilder av denna byggnad · Ladda upp en till bild av denna byggnad |
| Bollerups kyrka (Bollerups kyrka 1:1)     | Kyrka med begravningsplats (1 byggnad)                   | 1100-talet |                                 | Bollerups by    | 55.49252, 14.04750   |                | Se fler bilder av denna byggnad · Ladda upp en till bild av denna byggnad |
| Brösarps kyrka (Brösarp 88:1)             | Kyrka med begravningsplats (1 byggnad)                   | 1100-talet |                                 | Brösarp         | 55.724167, 14.105    |                | Se fler bilder av denna byggnad · Ladda upp en till bild av denna byggnad |
| Eljaröds kyrka (Eljaröd 24:1)             | Kyrka med begravningsplats (1 byggnad)                   | 1100-talet |                                 | Eljaröd         | 55.696944, 14.0375   |                | Se fler bilder av denna byggnad · Ladda upp en till bild av denna byggnad |
| Fågeltofta kyrka (Fulltofta 22:1)         | Kyrka med begravningsplats (1 byggnad)                   | 1100-talet |                                 | Fågeltofta      | 55.650833, 14.031944 |                | Se fler bilder av denna byggnad · Ladda upp en till bild av denna byggnad |
| Kverrestads kyrka (Norra Kvärrestad 12:2) | Kyrka med begravningsplats (1 byggnad)                   | 1873       | okänd                           | Kvärrestad      | 55.527333, 14.041972 |                | Se fler bilder av denna byggnad · Ladda upp en till bild av denna byggnad |
| Onslunda kyrka (Renen 1:1)                | Kyrka med begravningsplats (1 byggnad)                   | 1862       | Abraham Rafael Ulric Pettersson | Onslunda        | 55.59741, 14.04853   |                | Se fler bilder av denna byggnad · Ladda upp en till bild av denna byggnad |
| Ramsåsa kyrka (Ramsåsa 55:1)              | Kyrka med begravningsplats (1 byggnad)                   | 1200-talet |                                 | Ramsåsa         | 55.559167, 13.884444 |                | Se fler bilder av denna byggnad · Ladda upp en till bild av denna byggnad |
| Smedstorps kyrka (Smedstorp 50:1)         | Kyrka med begravningsplats (1 byggnad)                   | 1867       | okänd                           | Smedstorp       | 55.561111, 14.109722 |                | Se fler bilder av denna byggnad · Ladda upp en till bild av denna byggnad |
| Spjutstorps kyrka (Spjutstorp 72:1)       | Kyrka med begravningsplats (inga registrerade byggnader) |            |                                 | Spjutstorp      | 55.579444, 14.017056 |                | Se fler bilder av denna byggnad · Ladda upp en till bild av denna byggnad |
| Tomelilla kyrka (Kyrkogården 1)           | Kyrka med begravningsplats (1 byggnad)                   | 1908       | Nils Alfred Arwidius            | Tomelilla       | 55.54132, 13.95443   |                | Se fler bilder av denna byggnad · Ladda upp en till bild av denna byggnad |
| Tosterups kyrka (Tosterup 2:1)            | Kyrka med begravningsplats (1 byggnad)                   | 1100-talet |                                 | Tosterup        | 55.47931, 13.98591   |                | Se fler bilder av denna byggnad · Ladda upp en till bild av denna byggnad |
| Tranås kyrka (Tranås 26:24)               | Kyrka med begravningsplats (1 byggnad)                   | 1880       | Peter Boisen                    | Skåne-Tranås    | 55.61481, 13.99171   |                | Se fler bilder av denna byggnad · Ladda upp en till bild av denna byggnad |
| Tryde kyrka (Tryde 12:2)                  | Kyrka med begravningsplats (1 byggnad)                   | 1869       | Edvard von Rothstein            | Tryde           | 55.57024, 13.92873   |                | Se fler bilder av denna byggnad · Ladda upp en till bild av denna byggnad |
| Ullstorps kyrka (Ullstorp 137:1)          | Kyrka med begravningsplats (1 byggnad)                   | 1100-talet |                                 | Ullstorp        | 55.52938, 13.98710   |                | Se fler bilder av denna byggnad · Ladda upp en till bild av denna byggnad |
| Östra Ingelstads kyrka (Ingelstad 85:1)   | Kyrka med begravningsplats (1 byggnad)                   | ca 1150    | Carl stenmästare                | Östra Ingelstad | 55.52772, 14.09655   |                | Se fler bilder av denna byggnad · Ladda upp en till bild av denna byggnad |
| Övraby kyrka (Övraby 48:1)                | Kyrka med begravningsplats (1 byggnad)                   | 1100-talet |                                 | Övraby          | 55.50336, 13.95236   |                | Se fler bilder av denna byggnad · Ladda upp en till bild av denna byggnad |

## Trelleborgs kommun
| Namn                                                      | Ursprunglig funktion                   | Byggår                 | Arkitekt                 | Plats                   | Läge                 | Anläggnings-ID | Bild                                                                      |
| --------------------------------------------------------- | -------------------------------------- | ---------------------- | ------------------------ | ----------------------- | -------------------- | -------------- | ------------------------------------------------------------------------- |
| Anderslövs kyrka (Anderslöv 52:2)                         | Kyrka med begravningsplats (1 byggnad) | 1100-talet             |                          | Anderslöv               | 55.43785, 13.31568   |                | Se fler bilder av denna byggnad · Ladda upp en till bild av denna byggnad |
| Bodarps kyrka (Bodarp 2:4)                                | Kyrka med begravningsplats (1 byggnad) | 1100-talet             |                          | Bodarp                  | 55.43624, 13.06896   |                | Se fler bilder av denna byggnad · Ladda upp en till bild av denna byggnad |
| Bösarps kyrka (Bösarp 21:1)                               | Kyrka med begravningsplats (1 byggnad) | 1871                   | P O Strandqvist          | Bösarp                  | 55.41189, 13.26309   |                | Se fler bilder av denna byggnad · Ladda upp en till bild av denna byggnad |
| Dalköpinge kyrka (Dalköpinge 31:1)                        | Kyrka med begravningsplats (1 byggnad) | 1200-talet             |                          | Dalköpinge              | 55.37916, 13.21840   |                | Se fler bilder av denna byggnad · Ladda upp en till bild av denna byggnad |
| Fru Alstads kyrka (Fru Alstad 42:1)                       | Kyrka med begravningsplats (1 byggnad) | 1400-talet             |                          | Fru Alstad              | 55.444444, 13.245556 |                | Se fler bilder av denna byggnad · Ladda upp en till bild av denna byggnad |
| Fuglie kyrka (Fuglie 47:1)                                | Kyrka med begravningsplats (1 byggnad) | 1904                   | August Waldemar Lundberg | Fuglie                  | 55.44748, 13.08415   |                | Se fler bilder av denna byggnad · Ladda upp en till bild av denna byggnad |
| Gislövs kyrka (Gislöv 85:1)                               | Kyrka med begravningsplats (1 byggnad) | 1100-talet             |                          | Gislöv                  | 55.38284, 13.24358   |                | Se fler bilder av denna byggnad · Ladda upp en till bild av denna byggnad |
| Grönby kyrka (Grönby 43:1)                                | Kyrka med begravningsplats (1 byggnad) | 1100-talet             |                          | Grönby                  | 55.44319, 13.35561   |                | Se fler bilder av denna byggnad · Ladda upp en till bild av denna byggnad |
| Gylle kyrka (Gylle 25:1)                                  | Kyrka med begravningsplats (1 byggnad) | Medeltiden             |                          | Gylle                   | 55.40866, 13.19738   |                | Se fler bilder av denna byggnad · Ladda upp en till bild av denna byggnad |
| Gärdslövs kyrka (Gärdslöv 45:1)                           | Kyrka med begravningsplats (1 byggnad) | 1100-talet             |                          | Gärdslöv                | 55.46452, 13.43081   |                | Se fler bilder av denna byggnad · Ladda upp en till bild av denna byggnad |
| Hammarlövs kyrka (Hammarlöv 20:3)                         | Kyrka med begravningsplats (1 byggnad) | 1100-talet             |                          | Hammarlöv               | 55.413333, 13.135278 |                | Se fler bilder av denna byggnad · Ladda upp en till bild av denna byggnad |
| Hemmesdynge kyrka (Sankta Maria kyrka) (Hemmesdynge 38:1) | Kyrka med begravningsplats (1 byggnad) | 1100-talet             |                          | Hemmesdynge             | 55.37036, 13.35484   |                | Se fler bilder av denna byggnad · Ladda upp en till bild av denna byggnad |
| Kyrkoköpinge kyrka (Kyrkoköpinge 19:1)                    | Kyrka med begravningsplats (1 byggnad) | 1100-talet             |                          | Kyrkoköpinge            | 55.38506, 13.18622   |                | Se fler bilder av denna byggnad · Ladda upp en till bild av denna byggnad |
| Källstorps kyrka (Källstorp 22:1)                         | Kyrka med begravningsplats (1 byggnad) | 1860                   | Carl Georg Brunius       | Källstorp               | 55.39858, 13.41608   |                | Se fler bilder av denna byggnad · Ladda upp en till bild av denna byggnad |
| Lilla Beddinge kyrka (Lilla Beddinge 104:1)               | Kyrka med begravningsplats (1 byggnad) | 1880                   | Helgo Zettervall         | Lilla Beddinge          | 55.38269, 13.42247   |                | Se fler bilder av denna byggnad · Ladda upp en till bild av denna byggnad |
| Lilla Isie kyrka (Västra Torp 9:21)                       | Kyrka med begravningsplats (1 byggnad) | 1858                   | Magnus Cederholm         | Västra Torp             | 55.356083, 13.313917 |                | Se fler bilder av denna byggnad · Ladda upp en till bild av denna byggnad |
| Lilla Slågarps kyrka (Lilla Slågarp 8:1)                  | Kyrka med begravningsplats (1 byggnad) | 1868                   | Peter Christian Sörensen | Lilla Slågarp           | 55.44843, 13.16832   |                | Se fler bilder av denna byggnad · Ladda upp en till bild av denna byggnad |
| Maglarps kyrka (Maglarp 22:3)                             | Kyrka med begravningsplats (1 byggnad) | 1200-talet             |                          | Maglarp                 | 55.388056, 13.083056 |                | Se fler bilder av denna byggnad · Ladda upp en till bild av denna byggnad |
| Maglarps nya kyrka (Maglarp 16:5)                         | Kyrka med begravningsplats (1 byggnad) | 1909 (revs 2007)       | Harald Boklund           | 1 km sydväst om Maglarp | 55.38238, 13.06884   |                | Se fler bilder av denna byggnad · Ladda upp en till bild av denna byggnad |
| Sankt Nicolai kyrka (Sankt Nicolaus 1)                    | Kyrka (1 byggnad)                      | 1883                   | Helgo Zettervall         | Trelleborg              | 55.37616, 13.15078   |                | Se fler bilder av denna byggnad · Ladda upp en till bild av denna byggnad |
| Simlinge kyrka (Simlinge 33:1)                            | Kyrka med begravningsplats (1 byggnad) | 1100- eller 1200-talet |                          | Simlinge                | 55.39104, 13.28694   |                | Se fler bilder av denna byggnad · Ladda upp en till bild av denna byggnad |
| Skegrie kyrka (Skegrie 46:1)                              | Kyrka med begravningsplats (1 byggnad) | 1100-talet             |                          | Skegrie                 | 55.405, 13.065278    |                | Se fler bilder av denna byggnad · Ladda upp en till bild av denna byggnad |
| Stora Slågarps kyrka (Stora Slågarp 33:1)                 | Kyrka med begravningsplats (1 byggnad) | 1100-talet             |                          | Stora Slågarp           | 55.45292, 13.16077   |                | Se fler bilder av denna byggnad · Ladda upp en till bild av denna byggnad |
| Södra Åby kyrka (Södra Åby 48:1)                          | Kyrka med begravningsplats (1 byggnad) | 1870                   | Ludvig Hedin             | Södra Åby               | 55.38559, 13.31017   |                | Se fler bilder av denna byggnad · Ladda upp en till bild av denna byggnad |
| Tullstorps kyrka (Tullstorp 19:1)                         | Kyrka med begravningsplats (1 byggnad) | 1848                   | Carl Georg Brunius       | Tullstorp               | 55.41013, 13.46507   |                | Se fler bilder av denna byggnad · Ladda upp en till bild av denna byggnad |
| Västra Alstads kyrka (Västra Alstad 26:1)                 | Kyrka med begravningsplats (1 byggnad) | 1100-talet             |                          | Västra Alstad           | 55.44709, 13.20358   |                | Se fler bilder av denna byggnad · Ladda upp en till bild av denna byggnad |
| Västra Tommarps kyrka (Tommarp 12:1)                      | Kyrka med begravningsplats (1 byggnad) | ca 1200                |                          | Västra Tommarp          | 55.39864, 13.10769   |                | Se fler bilder av denna byggnad · Ladda upp en till bild av denna byggnad |
| Västra Vemmerlövs kyrka (Vemmerlöv 46:1)                  | Kyrka med begravningsplats (1 byggnad) | Medeltiden             |                          | Västra Vemmerlöv        | 55.41397, 13.16081   |                | Se fler bilder av denna byggnad · Ladda upp en till bild av denna byggnad |
| Äspö kyrka (Äspö 29:1)                                    | Kyrka med begravningsplats (1 byggnad) | ca 1200                |                          | Äspö                    | 55.376389, 13.395278 |                | Se fler bilder av denna byggnad · Ladda upp en till bild av denna byggnad |
| Önnarps kyrka (Önnarp 37:1)                               | Kyrka med begravningsplats (1 byggnad) | 1864                   | okänd                    | Önnarp                  | 55.43650, 13.44491   |                | Se fler bilder av denna byggnad · Ladda upp en till bild av denna byggnad |
| Östra Klagstorps kyrka (Klagstorp 21:1)                   | Kyrka med begravningsplats (1 byggnad) | 1868                   | Helgo Zettervall         | Östra Klagstorp         | 55.436389, 13.444722 |                | Ladda upp en till bild av denna byggnad                                   |
| Östra Torps kyrka (Östra Torp 24:1)                       | Kyrka (1 byggnad)                      | 1911                   | Theodor Wåhlin           | Smygehamn               | 55.34610, 13.35665   |                | Ladda upp en till bild av denna byggnad                                   |

## Vellinge kommun
| Namn                                             | Ursprunglig funktion                   | Byggår     | Arkitekt                        | Plats                | Läge               | Anläggnings-ID | Bild                                                                      |
| ------------------------------------------------ | -------------------------------------- | ---------- | ------------------------------- | -------------------- | ------------------ | -------------- | ------------------------------------------------------------------------- |
| Arrie kyrka (Arrie 40:1)                         | Kyrka med begravningsplats (1 byggnad) | 1890       | Salomon Sörensen                | Arrie                | 55.51512, 13.08488 |                | Se fler bilder av denna byggnad · Ladda upp en till bild av denna byggnad |
| Eskilstorps kyrka (Eskilstorp 31:1)              | Kyrka med begravningsplats (1 byggnad) | 1873       | okänd                           | Vellinge             | 55.48031, 13.02360 |                | Se fler bilder av denna byggnad · Ladda upp en till bild av denna byggnad |
| Falsterbo kyrka (Falsterbo 2:25)                 | Kyrka med begravningsplats (1 byggnad) | 1300-talet |                                 | Skanör med Falsterbo | 55.38974, 12.83826 |                | Se fler bilder av denna byggnad · Ladda upp en till bild av denna byggnad |
| Gessie kyrka (Gessie 2:12)                       | Kyrka med begravningsplats (1 byggnad) | 1888       | August Waldemar Lundberg        | Gessie               | 55.50152, 12.98818 |                | Se fler bilder av denna byggnad · Ladda upp en till bild av denna byggnad |
| Håslövs kyrka (Södra Håslöv 28:1)                | Kyrka med begravningsplats (1 byggnad) | 1882       | Helgo Zettervall                | Håslöv               | 55.43782, 13.04388 |                | Se fler bilder av denna byggnad · Ladda upp en till bild av denna byggnad |
| Hököpinge kyrka (Hököpinge 9:2)                  | Kyrka med begravningsplats (1 byggnad) | 1880       | Ernst Jacobsson och A Herrström | Hököpinge kyrkby     | 55.50140, 13.03142 |                | Se fler bilder av denna byggnad · Ladda upp en till bild av denna byggnad |
| Mellan-Grevie kyrka (Mellan-Grevie 9:2)          | Kyrka med begravningsplats (1 byggnad) | 1894       | Salomon Sörensen                | Mellan-Grevie        | 55.47011, 13.09697 |                | Se fler bilder av denna byggnad · Ladda upp en till bild av denna byggnad |
| Rängs kyrka (Räng 94:1)                          | Kyrka med begravningsplats (1 byggnad) | 1100-talet |                                 | Räng                 | 55.42477, 13.02002 |                | Se fler bilder av denna byggnad · Ladda upp en till bild av denna byggnad |
| Skanörs kyrka (Sankt Olofs kyrka) (Skanör 14:10) | Kyrka med begravningsplats (1 byggnad) | 1200-talet |                                 | Skanör med Falsterbo | 55.41965, 12.84977 |                | Se fler bilder av denna byggnad · Ladda upp en till bild av denna byggnad |
| Stora Hammars gamla kyrka (Stora Hammar 86:1)    | Kyrka med begravningsplats (1 byggnad) | 1150-talet |                                 | Stora Hammar         | 55.42329, 12.99011 |                | Se fler bilder av denna byggnad · Ladda upp en till bild av denna byggnad |
| Stora Hammars kyrka (Höllviken 22:6)             | Kyrka med begravningsplats (1 byggnad) | 1902       | Magnus Steendorff               | Höllviken            | 55.42513, 12.96802 |                | Se fler bilder av denna byggnad · Ladda upp en till bild av denna byggnad |
| Södra Åkarps kyrka (Åkarp 18:1)                  | Kyrka med begravningsplats (1 byggnad) | 1888       | N Andersson                     | Södra Åkarp          | 55.48398, 13.05120 |                | Se fler bilder av denna byggnad · Ladda upp en till bild av denna byggnad |
| Vellinge kyrka (Vellinge 99:43)                  | Kyrka med begravningsplats (1 byggnad) | 1100-talet |                                 | Vellinge             | 55.46942, 13.01903 |                | Se fler bilder av denna byggnad · Ladda upp en till bild av denna byggnad |
| Västra Ingelstads kyrka (Ingelstad 29:1)         | Kyrka med begravningsplats (1 byggnad) | 1100-talet |                                 | Västra Ingelstad     | 55.49027, 13.11706 |                | Se fler bilder av denna byggnad · Ladda upp en till bild av denna byggnad |
| Östra Grevie kyrka (Östra Grevie 42:1)           | Kyrka med begravningsplats (1 byggnad) | 1897       |                                 | Östra Grevie         | 55.46901, 13.13527 |                | Se fler bilder av denna byggnad · Ladda upp en till bild av denna byggnad |

## Ystads kommun
| Namn                                              | Ursprunglig funktion                   | Byggår                 | Arkitekt            | Plats           | Läge               | Anläggnings-ID | Bild                                                                      |
| ------------------------------------------------- | -------------------------------------- | ---------------------- | ------------------- | --------------- | ------------------ | -------------- | ------------------------------------------------------------------------- |
| Baldringe kyrka (Baldringe 26:1)                  | Kyrka med begravningsplats (1 byggnad) | 1100- eller 1200-talet |                     | Baldringe       | 55.52997, 13.84024 |                | Se fler bilder av denna byggnad · Ladda upp en till bild av denna byggnad |
| Bjäresjö kyrka (Bjäresjö 29:1)                    | Kyrka med begravningsplats (1 byggnad) | 1100-talet             |                     | Bjäresjö        | 55.46230, 13.75016 |                | Se fler bilder av denna byggnad · Ladda upp en till bild av denna byggnad |
| Borrie kyrka (Borrie 17:1)                        | Kyrka med begravningsplats (1 byggnad) | 1100-talet             |                     | Borrie          | 55.49149, 13.85637 |                | Se fler bilder av denna byggnad · Ladda upp en till bild av denna byggnad |
| Bromma kyrka (Bromma 22:1)                        | Kyrka med begravningsplats (1 byggnad) | 1100-talet             |                     | Bromma          | 55.47041, 13.80155 |                | Se fler bilder av denna byggnad · Ladda upp en till bild av denna byggnad |
| Glemminge nya kyrka (Glemminge 155:1)             | Kyrka med begravningsplats (1 byggnad) | 1900                   | Carl Möller         | Glemmingebro    | 55.45561, 14.01917 |                | Se fler bilder av denna byggnad · Ladda upp en till bild av denna byggnad |
| Hedeskoga kyrka (Hedeskoga 20:1)                  | Kyrka med begravningsplats (1 byggnad) | 1100-talet             |                     | Hedeskoga       | 55.45101, 13.79818 |                | Se fler bilder av denna byggnad · Ladda upp en till bild av denna byggnad |
| Högestads kyrka (Högestad 38:1)                   | Kyrka med begravningsplats (1 byggnad) | 1100-talet             |                     | Högestad        | 55.50665, 13.88052 |                | Se fler bilder av denna byggnad · Ladda upp en till bild av denna byggnad |
| Hörups kyrka (Hörup 71:1)                         | Kyrka med begravningsplats (1 byggnad) | 1100-talet             |                     | Hörup           | 55.44512, 14.12229 |                | Se fler bilder av denna byggnad · Ladda upp en till bild av denna byggnad |
| Ingelstorps kyrka (Ingelstorp 112:1)              | Kyrka med begravningsplats (1 byggnad) | 1874                   | Albert Törnqvist    | Ingelstorp      | 55.43592, 14.03568 |                | Se fler bilder av denna byggnad · Ladda upp en till bild av denna byggnad |
| Löderups kyrka (Löderup 105:1)                    | Kyrka med begravningsplats (1 byggnad) | 1100-talet             |                     | Löderup         | 55.42825, 14.11109 |                | Se fler bilder av denna byggnad · Ladda upp en till bild av denna byggnad |
| Marsvinsholms kyrka (Marsvinsholm 1:16)           | Kyrka med begravningsplats (1 byggnad) | 1867                   | Christian Zwingmann | Marsvinsholm    | 55.45619, 13.71139 |                | Se fler bilder av denna byggnad · Ladda upp en till bild av denna byggnad |
| Sankt Petri kyrka (Klosterkyrkan) (Yngve Norra 6) | Kyrka (1 byggnad)                      | 1200-talet             |                     | Ystad           | 55.43122, 13.81970 |                | Se fler bilder av denna byggnad · Ladda upp en till bild av denna byggnad |
| Sankta Maria kyrka (Gamla Staden 2:13)            | Kyrka (1 byggnad)                      | 1200-talet             |                     | Ystad           | 55.42933, 13.81901 |                | Se fler bilder av denna byggnad · Ladda upp en till bild av denna byggnad |
| Sjörups gamla kyrka (Sjörup 27:1)                 | Kyrka med begravningsplats (1 byggnad) | 1100-talet             |                     | Sjörup          | 55.44094, 13.63518 |                | Se fler bilder av denna byggnad · Ladda upp en till bild av denna byggnad |
| Skårby kyrka (Skårby 22:1)                        | Kyrka med begravningsplats (1 byggnad) | 1100-talet             |                     | Skårby          | 55.48654, 13.71343 |                | Se fler bilder av denna byggnad · Ladda upp en till bild av denna byggnad |
| Snårestads kyrka (Snårestad 47:1)                 | Kyrka med begravningsplats (1 byggnad) | 1925                   | Theodor Wåhlin      | Snårestad       | 55.43905, 13.67753 |                | Se fler bilder av denna byggnad · Ladda upp en till bild av denna byggnad |
| Stora Herrestads kyrka (Herrestad 83:1)           | Kyrka med begravningsplats (1 byggnad) | 1100-talet             |                     | Stora Herrestad | 55.47593, 13.87336 |                | Se fler bilder av denna byggnad · Ladda upp en till bild av denna byggnad |
| Stora Köpinge kyrka (Köpinge 71:1)                | Kyrka med begravningsplats (1 byggnad) | 1100-talet             |                     | Stora Köpinge   | 55.47073, 13.94739 |                | Se fler bilder av denna byggnad · Ladda upp en till bild av denna byggnad |
| Sövestads kyrka (Sövestad 50:1)                   | Kyrka med begravningsplats (1 byggnad) | 1100-talet             |                     | Sövestad        | 55.50088, 13.79746 |                | Se fler bilder av denna byggnad · Ladda upp en till bild av denna byggnad |
| Valleberga kyrka (Valleberga 198:1)               | Kyrka med begravningsplats (1 byggnad) | 1100-talet             |                     | Valleberga      | 55.42872, 14.06210 |                | Se fler bilder av denna byggnad · Ladda upp en till bild av denna byggnad |
| Vallösa kyrka (Södra Vallösa 6:16)                | Kyrka med begravningsplats (1 byggnad) | 1882                   | H F Möller          | Vallösa         | 55.45474, 13.64994 |                | Se fler bilder av denna byggnad · Ladda upp en till bild av denna byggnad |
| Öja kyrka (Öja 35:1)                              | Kyrka med begravningsplats (1 byggnad) | 1895                   | Peter Boisen        | Öja             | 55.45291, 13.84337 |                | Se fler bilder av denna byggnad · Ladda upp en till bild av denna byggnad |

## Åstorps kommun
| Namn                              | Ursprunglig funktion                   | Byggår | Arkitekt         | Plats        | Läge               | Anläggnings-ID | Bild                                                                      |
| --------------------------------- | -------------------------------------- | ------ | ---------------- | ------------ | ------------------ | -------------- | ------------------------------------------------------------------------- |
| Björnekulla kyrka (Åstorp 113:43) | Kyrka med begravningsplats (1 byggnad) | 1889   | Gustaf Petterson | Åstorp       | 56.13491, 12.96158 |                | Se fler bilder av denna byggnad · Ladda upp en till bild av denna byggnad |
| Kvidinge kyrka (Kvidinge 169:1)   | Kyrka med begravningsplats (1 byggnad) | 1886   |                  | Kvidinge     | 56.13885, 13.05043 |                | Se fler bilder av denna byggnad · Ladda upp en till bild av denna byggnad |
| Västra Broby kyrka (Broby 18:1)   | Kyrka med begravningsplats (1 byggnad) | 1882   | A J Hallberg     | Västra Broby | 56.12267, 12.89557 |                | Se fler bilder av denna byggnad · Ladda upp en till bild av denna byggnad |

## Ängelholms kommun
| Namn                                    | Ursprunglig funktion                   | Byggår     | Arkitekt           | Plats         | Läge               | Anläggnings-ID | Bild                                                                      |
| --------------------------------------- | -------------------------------------- | ---------- | ------------------ | ------------- | ------------------ | -------------- | ------------------------------------------------------------------------- |
| Ausås kyrka (Ausås 74:1)                | Kyrka med begravningsplats (1 byggnad) | 1858       | Johan Fredrik Åbom | Ausås         | 56.16706, 12.88750 |                | Se fler bilder av denna byggnad · Ladda upp en till bild av denna byggnad |
| Barkåkra kyrka (Barkåkra 53:1)          | Kyrka med begravningsplats (1 byggnad) | 1100-talet |                    | Barkåkra      | 56.29543, 12.83523 |                | Se fler bilder av denna byggnad · Ladda upp en till bild av denna byggnad |
| Hjärnarps kyrka (Hjärnarp 7:1)          | Kyrka med begravningsplats (1 byggnad) | 1844       | Carl Stål          | Hjärnarp      | 56.32139, 12.90904 |                | Se fler bilder av denna byggnad · Ladda upp en till bild av denna byggnad |
| Höja kyrka (Höja 46:2)                  | Kyrka med begravningsplats (1 byggnad) | 1882       | A J Hallberg       | Höja          | 56.22747, 12.92816 |                | Se fler bilder av denna byggnad · Ladda upp en till bild av denna byggnad |
| Munka-Ljungby kyrka (Anisen 1)          | Kyrka med begravningsplats (1 byggnad) | 1100-talet |                    | Munka-Ljungby | 56.26285, 12.98116 |                | Se fler bilder av denna byggnad · Ladda upp en till bild av denna byggnad |
| Rebbelberga kyrka (Ängelholm 2:68)      | Kyrka med begravningsplats (1 byggnad) | 1100-talet |                    | Ängelholm     | 56.25348, 12.87982 |                | Se fler bilder av denna byggnad · Ladda upp en till bild av denna byggnad |
| Starby kyrka (Starby 34:1)              | Kyrka med begravningsplats (1 byggnad) | 1200-talet |                    | Starby        | 56.19447, 12.98465 |                | Se fler bilder av denna byggnad · Ladda upp en till bild av denna byggnad |
| Strövelstorps kyrka (Strövelstorp 46:1) | Kyrka med begravningsplats (1 byggnad) | 1200-talet |                    | Strövelstorp  | 56.15914, 12.83832 |                | Se fler bilder av denna byggnad · Ladda upp en till bild av denna byggnad |
| Tåssjö kyrka (Tåssjö Kyrka 1:1)         | Kyrka med begravningsplats (1 byggnad) | Medeltiden |                    | Tåssjö        | 56.30728, 13.09028 |                | Se fler bilder av denna byggnad · Ladda upp en till bild av denna byggnad |
| Tåstarps kyrka (Tåstarp 36:1)           | Kyrka med begravningsplats (1 byggnad) | 1200-talet |                    | Tåstarp       | 56.27796, 12.95018 |                | Se fler bilder av denna byggnad · Ladda upp en till bild av denna byggnad |
| Ängelholms kyrka (Ängelholm 3:115)      | Kyrka med begravningsplats (1 byggnad) | 1700-talet |                    | Ängelholm     | 56.24343, 12.86016 |                | Se fler bilder av denna byggnad · Ladda upp en till bild av denna byggnad |
| Össjö kyrka (Össjö 37:1)                | Kyrka med begravningsplats (1 byggnad) | 1100-talet |                    | Össjö         | 56.22879, 13.02792 |                | Se fler bilder av denna byggnad · Ladda upp en till bild av denna byggnad |

## Örkelljunga kommun
| Namn                                     | Ursprunglig funktion                             | Byggår     | Arkitekt            | Plats            | Läge               | Anläggnings-ID | Bild                                                                      |
| ---------------------------------------- | ------------------------------------------------ | ---------- | ------------------- | ---------------- | ------------------ | -------------- | ------------------------------------------------------------------------- |
| Rya kyrka (Eket 1:103)                   | Kyrka med begravningsplats (1 byggnad)           | 1875       | J Hallberg          | Eket             | 56.24610, 13.19385 |                | Se fler bilder av denna byggnad · Ladda upp en till bild av denna byggnad |
| Skånes Värsjö kapell (Värsjö 6:60)       | Kyrka sammanbyggd med församlingshem (1 byggnad) | 1931       |                     | Skånes Värsjö    | 56.33441, 13.43454 |                | Se fler bilder av denna byggnad · Ladda upp en till bild av denna byggnad |
| Skånes-Fagerhults kyrka (Fagerhult 59:1) | Kyrka med begravningsplats (1 byggnad)           | 1900       | Fredrik Lilljekvist | Skånes-Fagerhult | 56.36944, 13.46930 |                | Se fler bilder av denna byggnad · Ladda upp en till bild av denna byggnad |
| Åsljunga småkyrka (Åsljunga 9:51)        | Kyrka, f d skola (1 byggnad)                     |            | Ingvar Eknor        |                  | 56.30937, 13.36211 |                | Se fler bilder av denna byggnad · Ladda upp en till bild av denna byggnad |
| Örkelljunga kyrka (Örkelljunga 2:2)      | Kyrka med begravningsplats (1 byggnad)           | 1300-talet |                     | Örkelljunga      | 56.27956, 13.27875 |                | Se fler bilder av denna byggnad · Ladda upp en till bild av denna byggnad |

## Östra Göinge kommun
| Namn                                                   | Ursprunglig funktion                   | Byggår                        | Arkitekt          | Plats       | Läge               | Anläggnings-ID | Bild                                                                      |
| ------------------------------------------------------ | -------------------------------------- | ----------------------------- | ----------------- | ----------- | ------------------ | -------------- | ------------------------------------------------------------------------- |
| Emmislövs kyrka (Östra Göinge kn, Emmislöv 27:1)       | Kyrka med begravningsplats (1 byggnad) | 1100-talet                    |                   | Emmislöv    | 56.22330, 14.10852 |                | Se fler bilder av denna byggnad · Ladda upp en till bild av denna byggnad |
| Glimåkra kyrka (Östra Göinge kn, Glimåkra 38:1)        | Kyrka med begravningsplats (1 byggnad) | 1838 (efterarbeten till 1942) | okänd             | Glimåkra    | 56.30621, 14.14150 |                | Se fler bilder av denna byggnad · Ladda upp en till bild av denna byggnad |
| Gryts kyrka (Östra Göinge kn, Gryt 5:1)                | Kyrka med begravningsplats (1 byggnad) | 1100- eller 1200-talet        |                   | Gryt        | 56.20572, 14.04912 |                | Se fler bilder av denna byggnad · Ladda upp en till bild av denna byggnad |
| Hjärsås kyrka (Östra Göinge kn, Hjärsås 34:1)          | Kyrka med begravningsplats (1 byggnad) | 1200-talet                    |                   | Hjärsås     | 56.20678, 14.14970 |                | Se fler bilder av denna byggnad · Ladda upp en till bild av denna byggnad |
| Knislinge kyrka (Östra Göinge kn, Knislinge 45:1)      | Kyrka med begravningsplats (1 byggnad) | 1200-talet                    |                   | Knislinge   | 56.19138, 14.08508 |                | Se fler bilder av denna byggnad · Ladda upp en till bild av denna byggnad |
| Kräbbleboda kapell (Östra Göinge kn, Kräbbelboda 1:49) | Kapell (1 byggnad)                     | 1942                          | N Lundberg        | Kräbbleboda | 56.42236, 14.18160 |                | Ladda upp en bild av denna byggnad                                        |
| Kviinge kyrka (Östra Göinge kn, Kviinge 47:1)          | Kyrka med begravningsplats (1 byggnad) | 1300-talet                    |                   | Hanaskog    | 56.16315, 14.08247 |                | Se fler bilder av denna byggnad · Ladda upp en till bild av denna byggnad |
| Sibbhults kyrka (Östra Göinge kn, Sibben 1)            | Kapell (1 byggnad)                     | 1942                          | Knut Nordenskjöld | Sibbhult    | 56.26325, 14.20149 |                | Se fler bilder av denna byggnad · Ladda upp en till bild av denna byggnad |
| Östra Broby kyrka (Östra Göinge kn, Broby 63:1)        | Kyrka med begravningsplats (1 byggnad) | 1932                          | Sven Wranér       | Broby       | 56.25466, 14.07948 |                | Se fler bilder av denna byggnad · Ladda upp en till bild av denna byggnad |